# Peter Oriešek
Peter Oriešek (28. srpna 1941 Dolná Súča – 18. října 2015 Praha) byl český sochař, medailér, malíř a pedagog Akademie výtvarných umění v Praze.

## Život
Peter Oriešek studoval na „Stredné škole uměleckého priemyslu“ v Bratislavě (u profesora Ľudovít Korkoš) a v letech 1960–1966 na Vysoké škole uměleckoprůmyslové v Praze, v sochařských ateliérech Jana Kavana a Josefa Malejovského.
Po absolvování vysoké školy se stal sochařem ve svobodném povolání. Poprvé vystavoval samostatně roku 1969 a poté až od konce osmdesátých let 20. století. Sochařská i kreslířská tvorba Petera Orieška přinesla do podoby české výtvarné scény novou a neopakovatelnou podobu. Na jeho originální výtvarný výraz, kde interpretuje osobnost člověka ve vztahu k okolnímu světu, měla vliv mimo jiné i nepříznivá společenská atmosféra v zemi okupované po dvacet let sovětskými vojsky. „Krutost pravdy“ není v jeho dílech samoúčelná, ale navrací formě její původní a v historickém kontextu zákonitý smysl zviditelnění. Vyjadřuje senzibilitu, existenciální úzkost a iracionální životní situaci.
Od roku 1995 působil jako pedagog na Akademii výtvarných umění v Praze, a od roku 1999 také na Vysoké škole uměleckoprůmyslové.
Byl členem Asociace umělců medailérů, zakládajícím členem skupin Tolerance a Lipany (1989), členem SVU Mánes (1990) a občanského sdružení Figurama (2001). Zemřel v Praze 18. října 2015. Jeho žena Petra Oriešková byla významná česká akademická malířka.

## Dílo

### Sochařská tvorba
Peter Oriešek končil studia v době, kdy se na domácí scéně projevil odklon od abstraktního umění a otevřel se prostor pro brilantní kreslíře, kteří vstřebávali podněty pop-artu, hyperrealismu a zejména širokého proudu nové figurace spojeného s obnoveným zájmem o tělesnost. V jeho raných sochařských dílech je zřejmá expresivní nadsázka (Mužská postava, 1965, Mrtvý kůň, 70. léta). V pozdější tvorbě se přes drsnost výrazu přidržuje realistické modelace. Naprostá věcnost lidských i zvířecích figur, vitálnější než skutečný odlitek těla, je často znejasňována fantaskní polychromií (Figura, 164 cm, 1969). Sochy odlité v transparentní umělé pryskyřici nabízejí vhled do nitra s expresivní barevnou změtí vnitřností (Figura, v. 166 cm, 1968, Polštářek, 1968–1969, Zrození, 1969). Existenciální téma zhnusení, které prošlo zcizující lekcí pop-artu, je v nich posunuto až do ironizující polohy.
Jeho zásadními díly z počátku sedmdesátých let je několik variant Anatomie ticha (1970, sbírka GASK), vytvořených jako polychromované asambláže biomorfních abstraktních tvarů z umělé pryskyřice, na desce s ženskou hlavou.
V tomto období, inspirován cestou do Řecka, vytvářel sochařské kompozice volně odkazující k mínojské kultuře a bájnému Mínótaurovi. Způsob, jakým Oriešek připomínal řecké mytické vnímání světa, uložené v základech evropské civilizace, však ukazuje na cesty, kterými byla tato tradice přenesena během renesance a manýrismu. Kromě antického sochařství ho nejvíce ovlivnili Michelangelo, Giambologna a Adrian de Vries.
Jeho suverénní modelace lidské postavy je patrná i z plastik, které vystavil počátkem sedmdesátých let (Ve vaně, sádra, 1975), nebo realizoval jako sochy ve veřejném prostoru (Matka s dítětem).
Těžištěm jeho tvorby jsou však plastiky, které vycházejí ze světa vnitřních představ a snových vizí. Podobně jako některé sochy Karla Pauzera, jsou Orieškovi fantaskní tvorové metaforickým zobrazením animální podstaty člověka (Zvířata, 1987–1989). Těla s napjatou muskulaturou jsou pod šokujícím obnaženým povrchem plná fyziologických procesů. Zvířecí figury vzbuzují hrůzu svou exaltovaností a připomínají klamnou proměnlivost světa ovládaného agresí, hněvem, psychickým nátlakem a bezmocným vzdorem. Orieškovy scény vášně a destrukce vtahují diváka svou narativností, zobrazují příběhy, které se podobají snovým obrazům. Autor jimi chtěl vyjádřit své počínající odcizení od okolí a absurditu existencialistického pojetí bytí nebo úzkost živenou vnitřní sklíčeností. (Anatomie ticha, 1970, GASK)
Plastiky jsou modelované s důrazem na detail, kombinace lidských a zvířecích figur vyjadřují vybičované emoce, strach nebo násilí a jsou zachyceny v dynamických polohách. Napětí je obsaženo i v kontrastu realistické modelace figury ve vypjaté póze s plochami obsahujícími statický reliéf nebo s prvky symbolizujícími smrt a rozpad (Zánik, 1979–1985). Pokud je hlavním sochařovým záměrem vyjádření dynamiky, je sousoší pojato jako rozvinutí pohybových fází jedné figury kráčející se schodů, která se rukama v závěru vzpíná vstříc přicházející naději(Cesta za světlem, 1992).
Sochy jsou primárně určené k odlití do bronzu nebo pryskyřice, ale některá komorní díla zůstala jako modely v původním materiálu – směsi včelího vosku, asfaltu a kalafuny a jsou polychromována. Keramická díla vznikla ve spolupráci s Jindrou Vikovou (Fontána, Atrium Žižkov, Figurální reliéf pro stanici metra (nerealizováno). Peter Oriešek se zabýval rovněž medailérskou a reliéfní tvorbou, která byla vydána i jako slepotisk (Faust, 1987), Adam a Eva (1988).

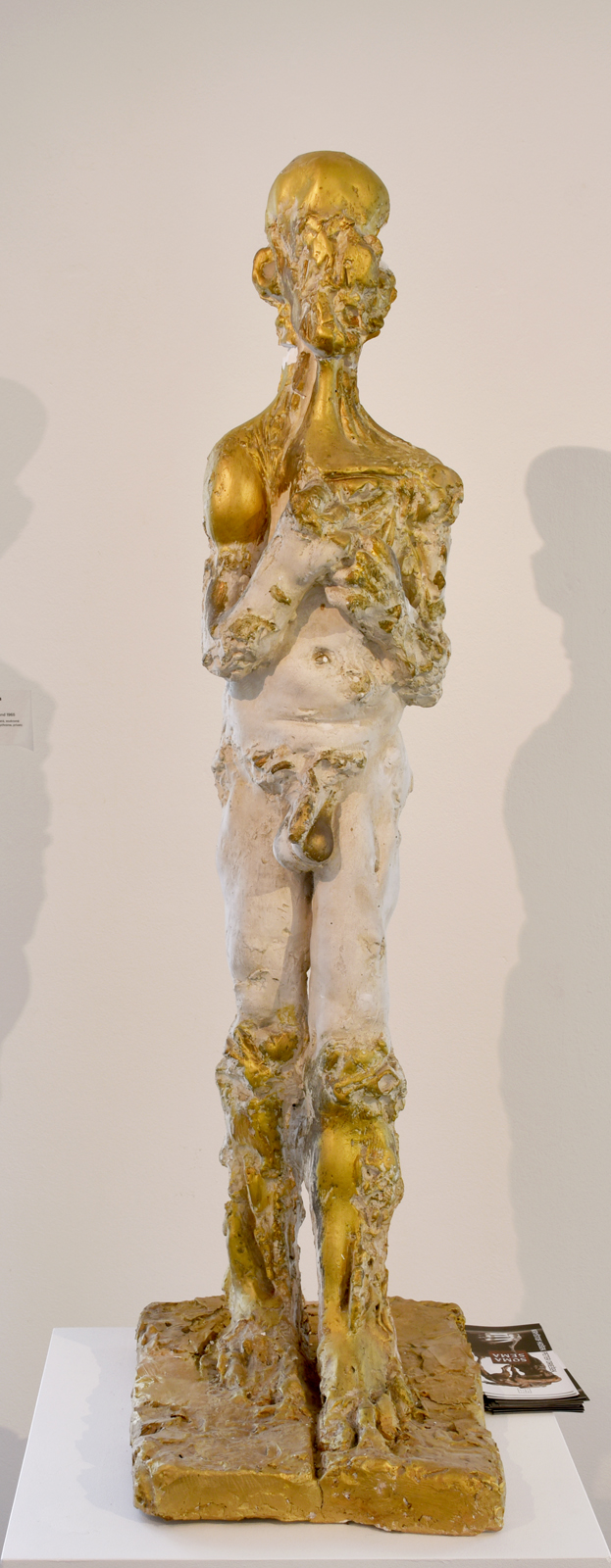
Mužská postava (kolem 1965)
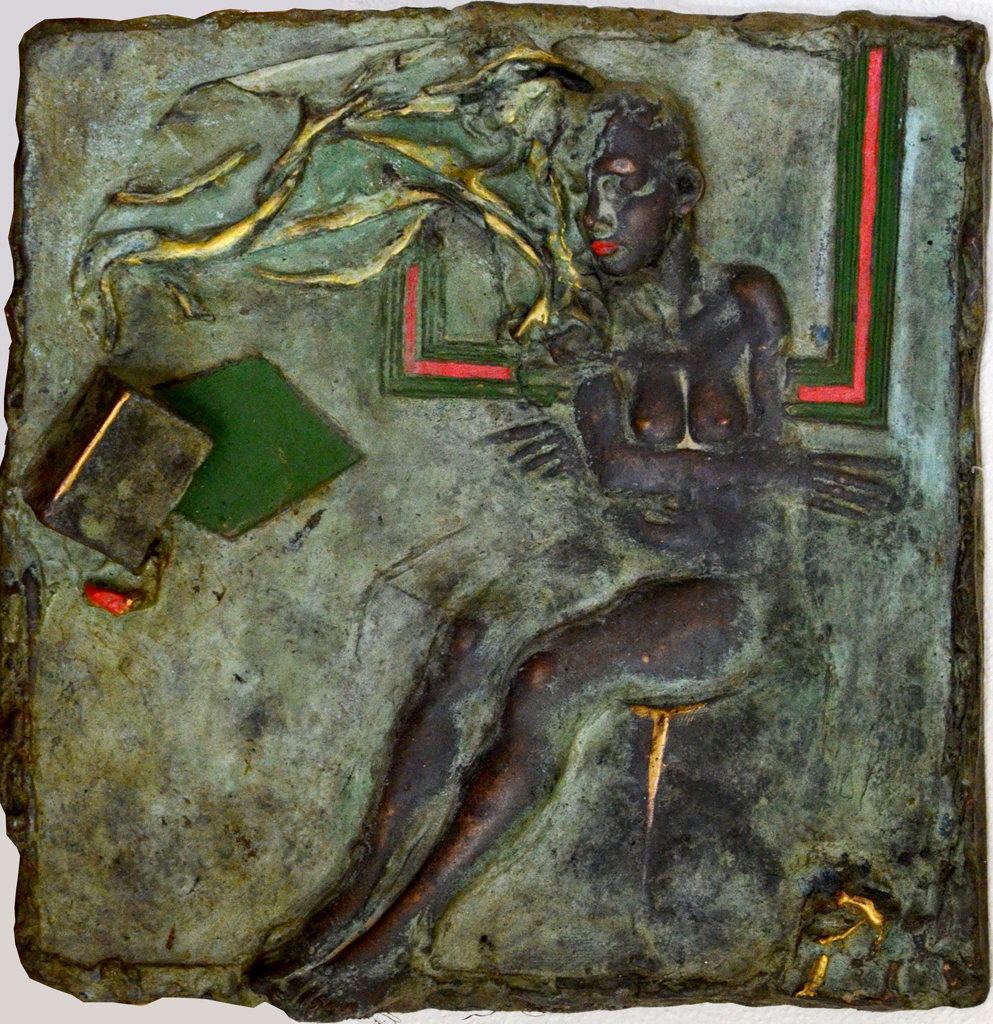
Bez názvu, nedatováno, bronzový reliéf 38 × 37 cm
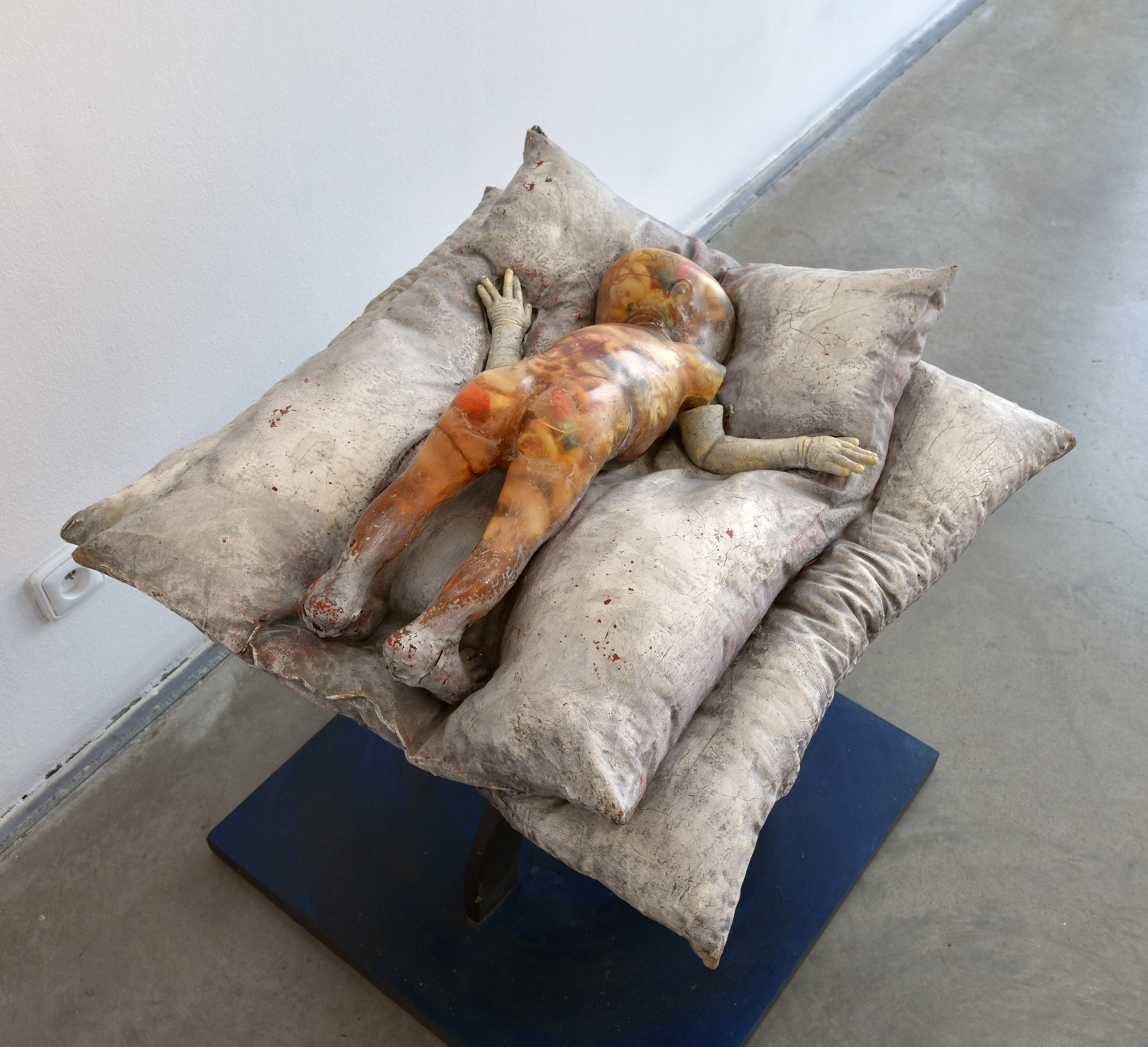
Bez názvu- Polštářek (1968–1969)
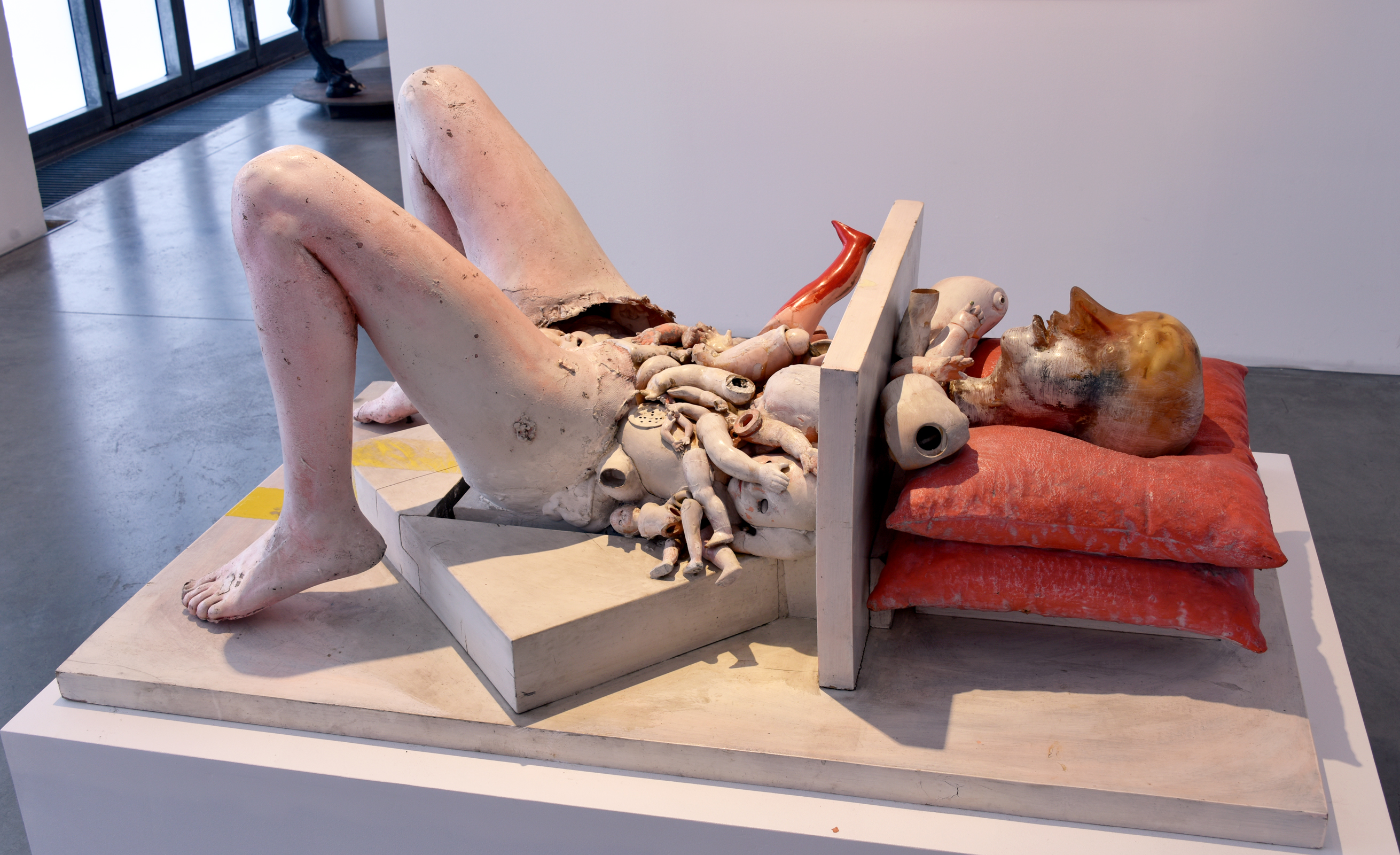
Ležící (Zrození) (1969)
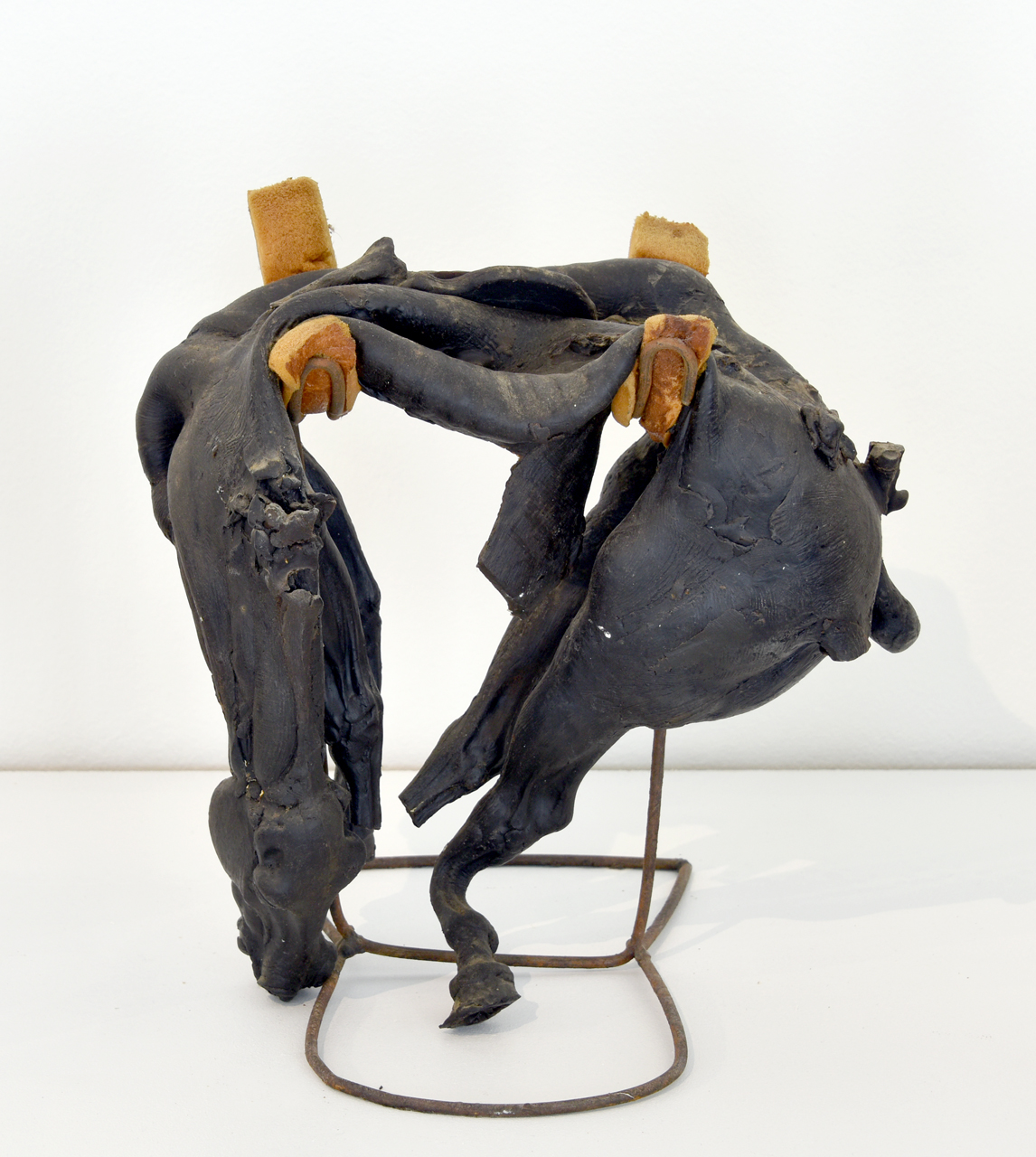
Mrtvý kůň (70. léta)
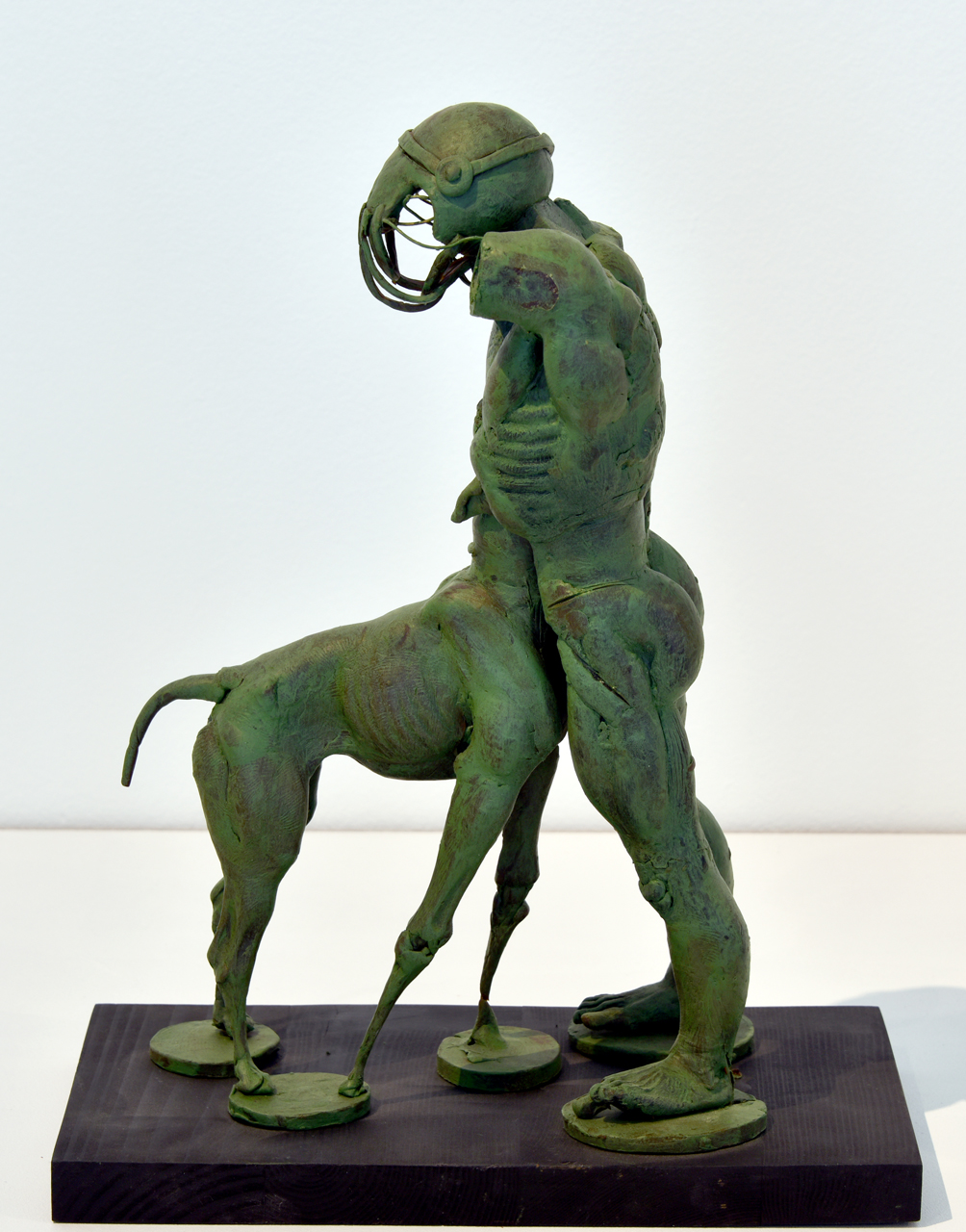
Bez názvu
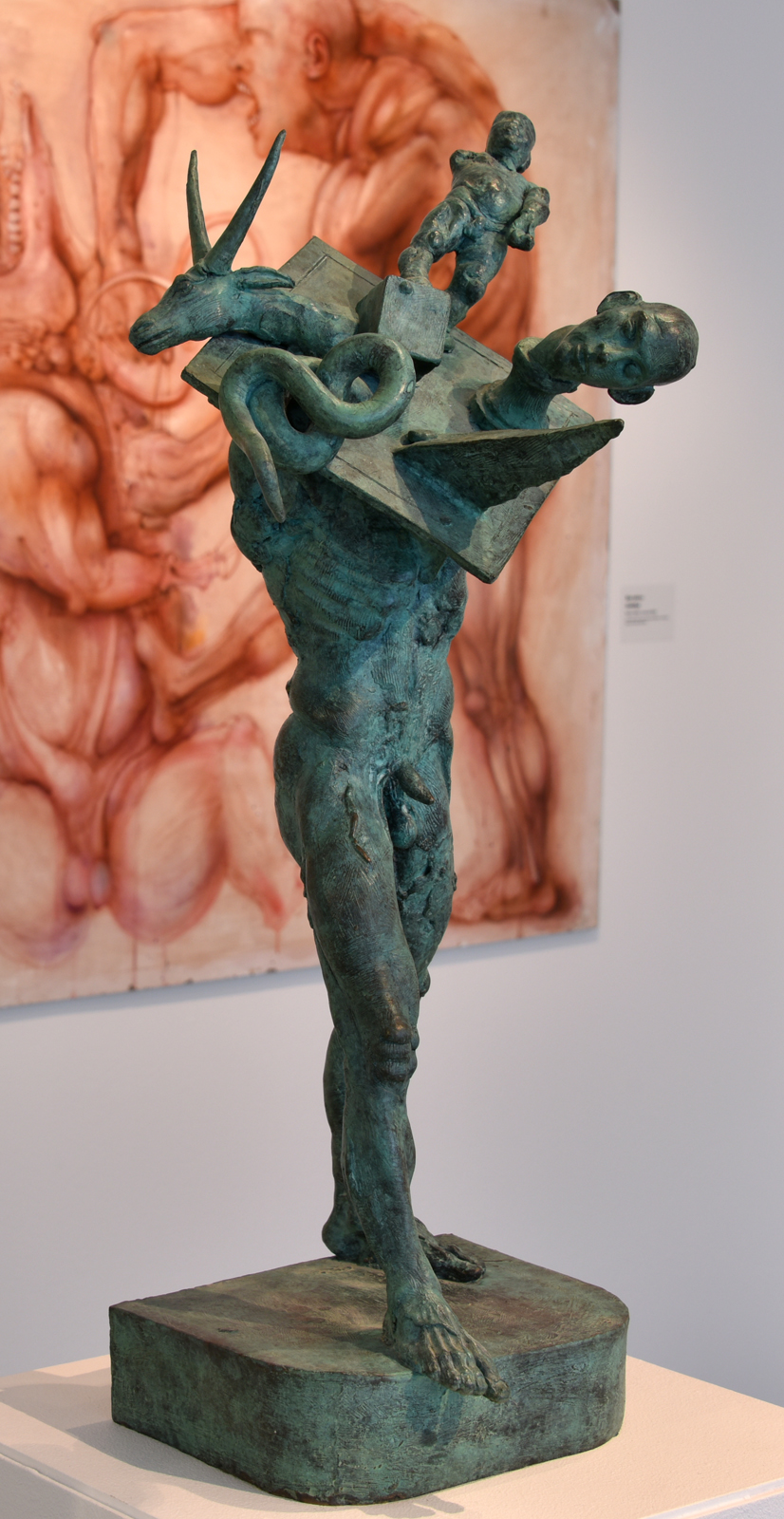
Netvor (kolem 1985)
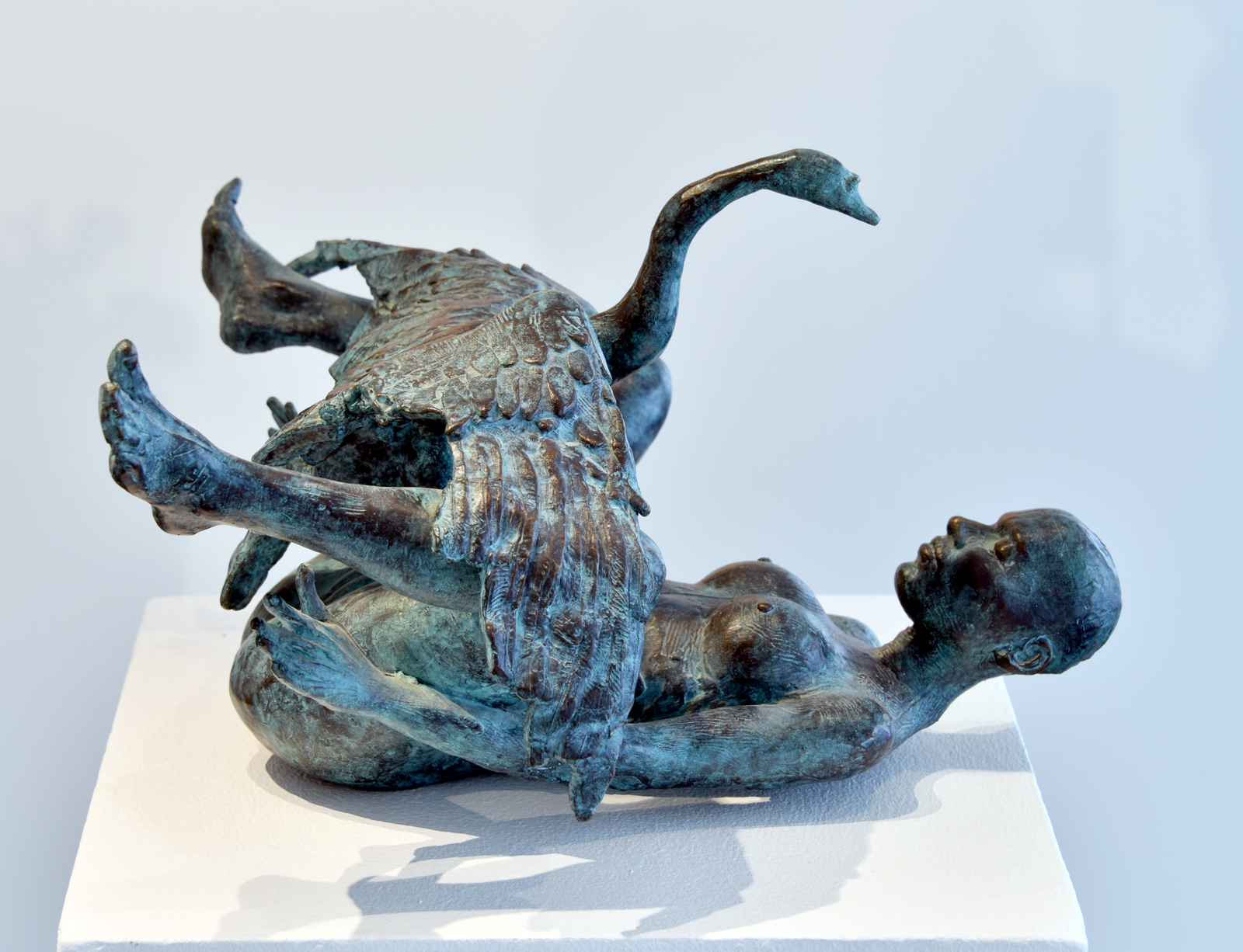
Léda s labutí (1990)
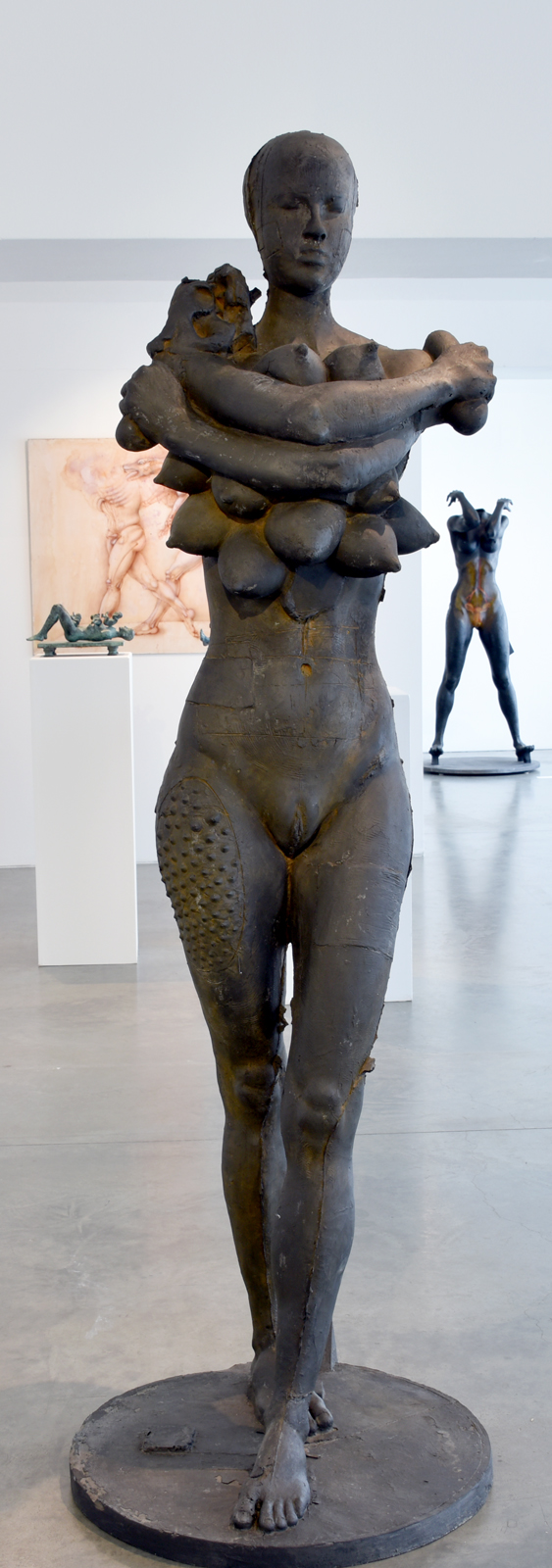
Kybelé (1991)
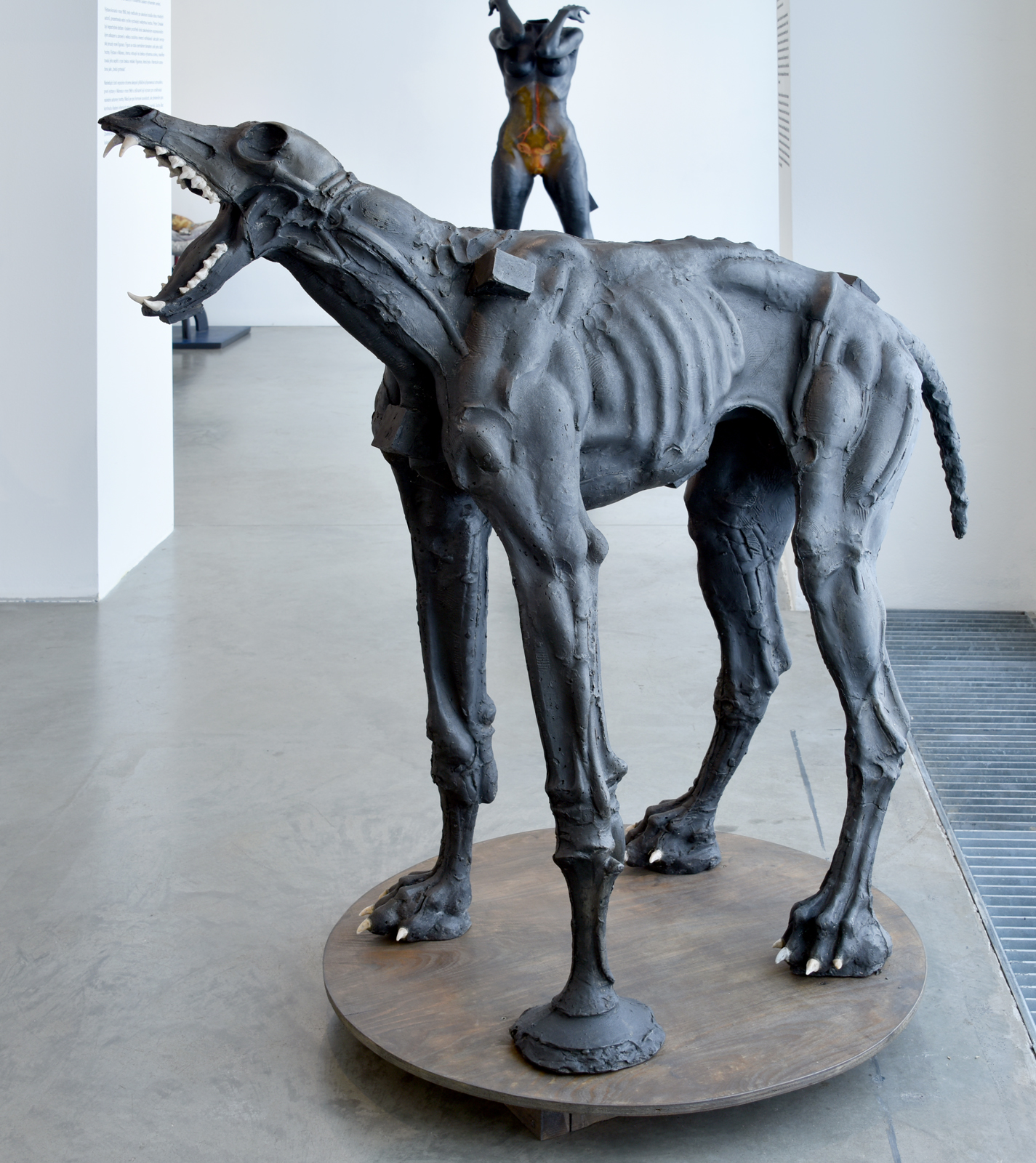
Zvíře (po 2000)

### Kresba a malba
Obrat ke kresbě časově souvisí s Orieškovými úvahami o vícefigurových sochařských kompozicích, ale od přelomu 70. a 80. let se kresby staly zcela svébytnou součástí jeho tvorby a stejně jako sochy zobrazují mezní životní situaci. Orieškovy kresby propojují technicky brilantním způsobem ryzí klasicismus a barbarskou magii a sugestivně ilustrují jak blízko má k sobě krása a zlo. Zachycují s neobyčejnou přesností mezilidské vztahy jako epicko-fantaskní scény. Jemnou a do detailu propracovanou modelaci šrafovaných tužkových kreseb později nahradil užitím techniky airbrush. Hyperbolická bizarnost jeho kresebných kompozic má přímý protějšek v některých sochách.
Expresivní pojetí, sochařská kresba nahých figur a dramatické scény plné emocí a vášní jsou charakteristické i pro kompozice rozměrných obrazů, které Oriešek maluje americkou retuší (airbrush). Mistrovské ovládnutí této techniky umožňuje malíři vytvořit dokonalou iluzi hlubokého prostoru nebo zrcadlení, sépiová barva připomíná staré kresby. Všechny obrazy jsou naplněny skrytými významy. Ženská těla jsou formálně dokonale krásná a smyslná i ve vypjatých konfliktních scénách, mužské a zvířecí figury působí jako anatomické studie renesančního malíře. Lidské a zvířecí je prolnuto navzájem v jedno chimérické tělo, mohutné svaly a šlachy jsou obnažené, žíly naplněné k prasknutí, jako memento mori z figur trčí části jejich vlastních skeletů.
Fantaskní svět malířovy imaginace je přenesen do reálného prostoru sochařského ateliéru. V kontrastu k hyperrealistickým figurám jsou do obrazu komponovány prvky sochařského instrumentáře jako sokly, sloupy, sochařské výztuže a podpěry nahrazující části těl, nebo podivné houbovité útvary, klubka šňůr nebo trubic, připomínající, že součástí tohoto světa je naše technické civilizace.
Peter Oriešek patří k předním představitelům současné generace české moderní malby a sochařství, která prostřednictvím nové figurace odhaluje vnitřní složitost člověka s jeho úzkostmi i ztajenou agresivitou a zároveň navazuje na tradice iluzivní malby.
Podle Ivana Neumanna si Oriešek zvolil výtvarné prostředky na pohled tradiční, které dávají najevo vědomí nezbytné kontinuity. Věcnost, tedy reálnost jeho tvarosloví, je zdrcující. Ne však pro dramatičnost příběhu, který dojímá, nebo pro čáru nebo formu, které udivují jistotou, ale spíše pro záhadnost a tajemnost vyvstávajících, jakoby samozřejmých tvarů, věcí světa, které zároveň ukazuje i skrývá.
Příležitostně se věnoval ilustracím (Přistání na Řípu, 1988). Roku 2013 byly vydány známky a obálka prvního dne vydání s kresbami Petera Orieška.

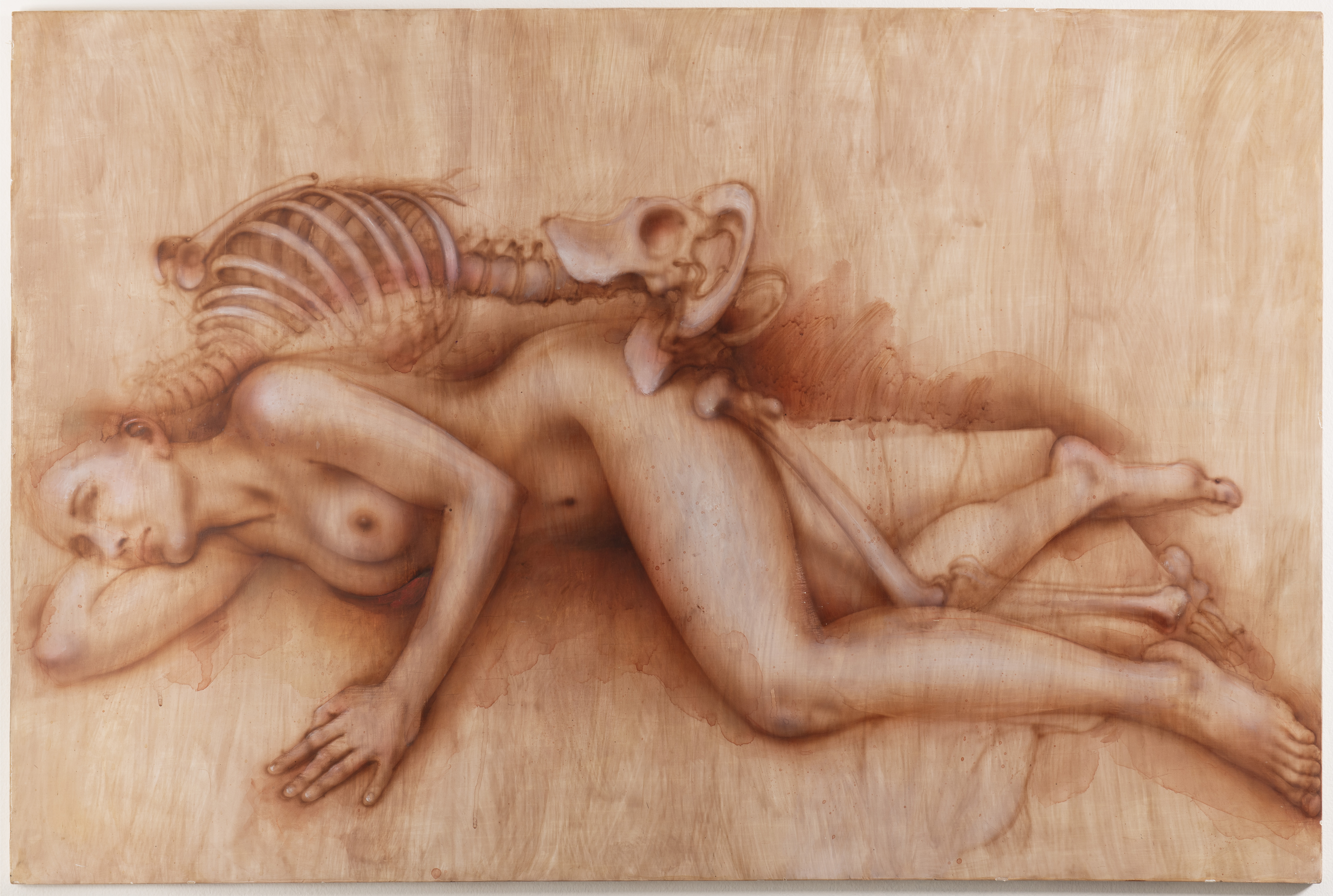
Bez názvu VIII, 1995–1997, sepie, americká retuš, akryl na papíře a dřevě, 85 × 125 cm
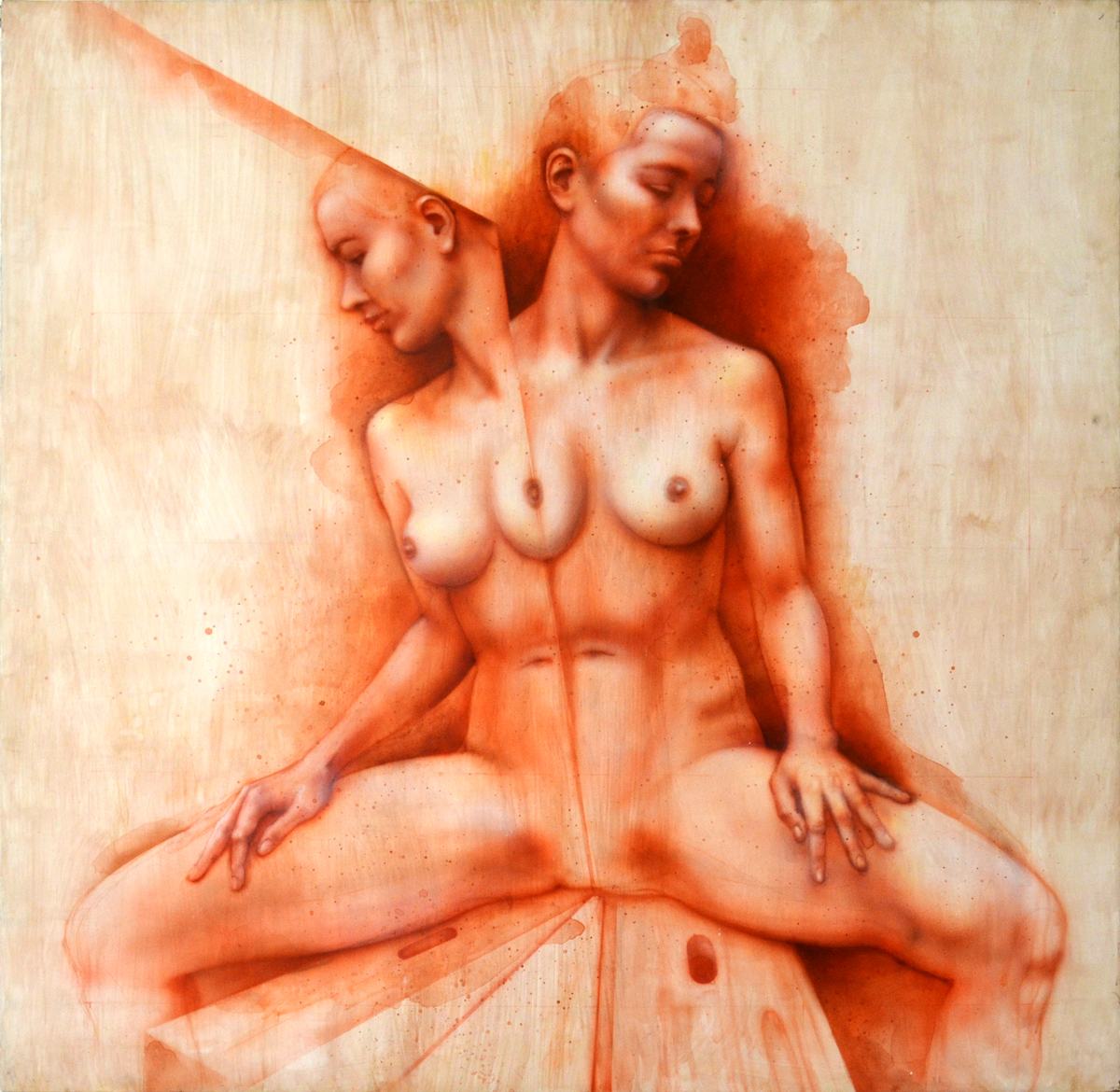
Bez názvu X, nedatováno, americká retuš, 121 × 120 cm
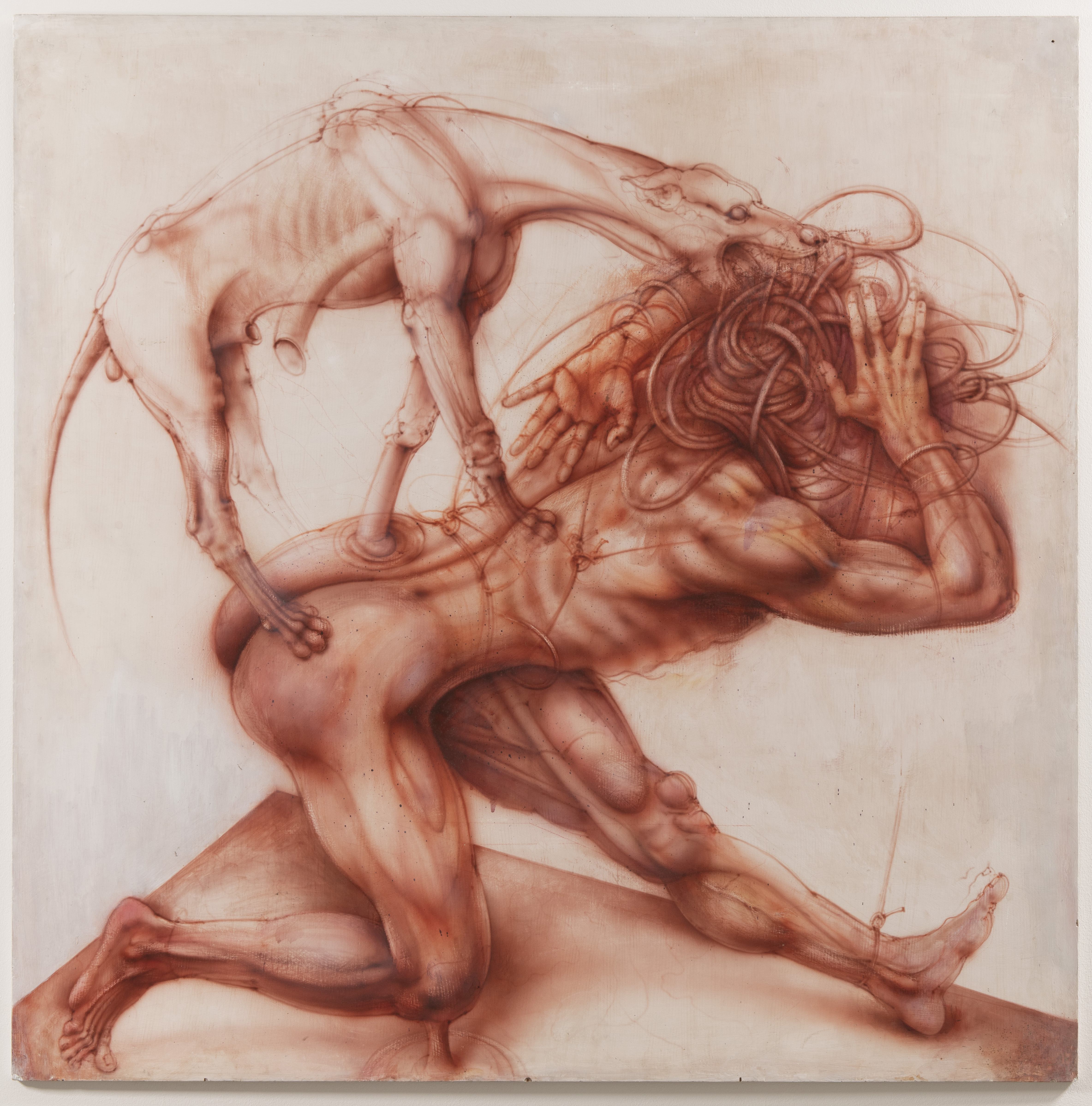
Bez názvu, 1995–1997, sepie, americká retuš. akryl, na papíře a dřevě, 120 × 120 cm
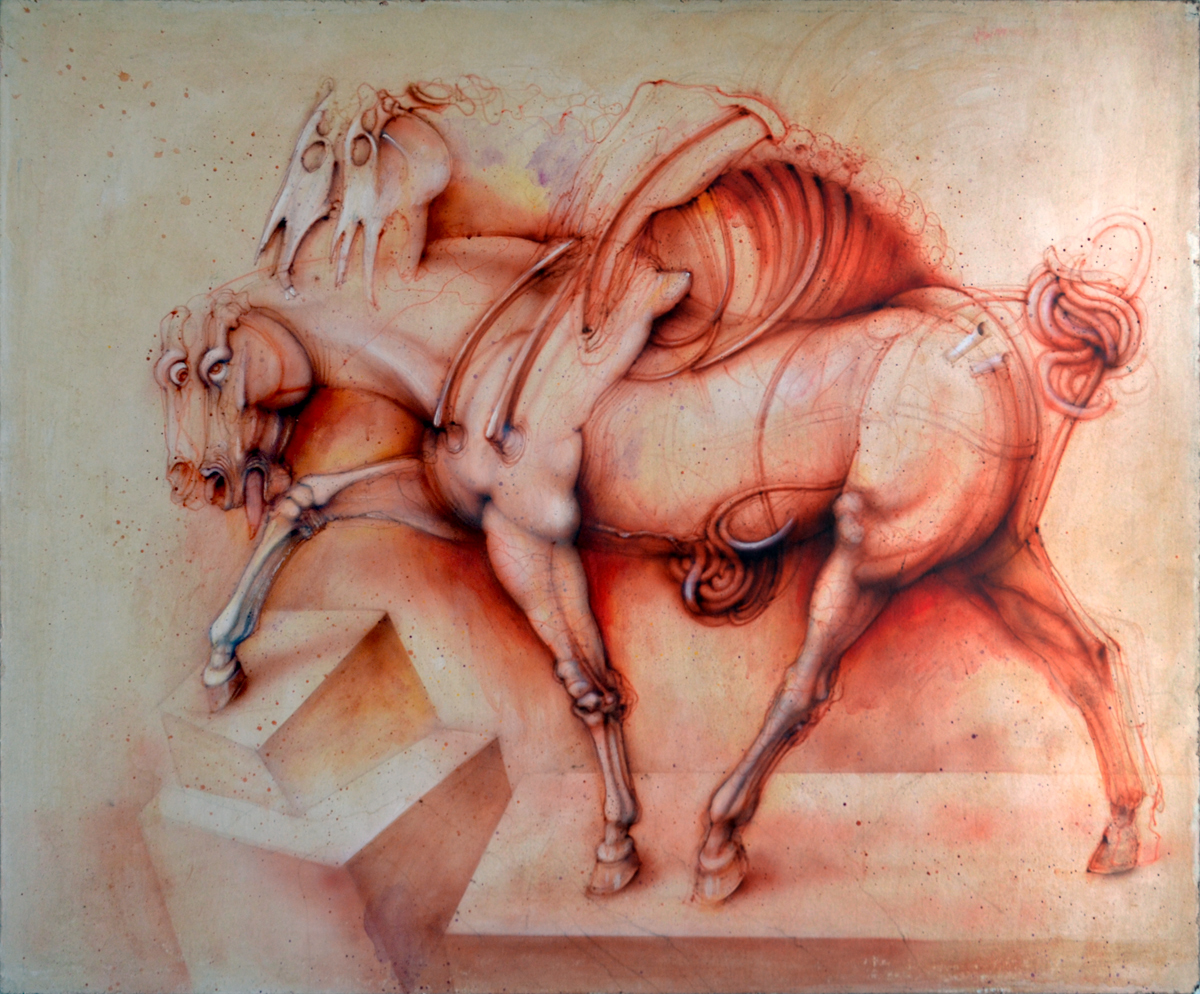
Bez názvu I, nedatováno, americká retuš, 100 × 123 cm
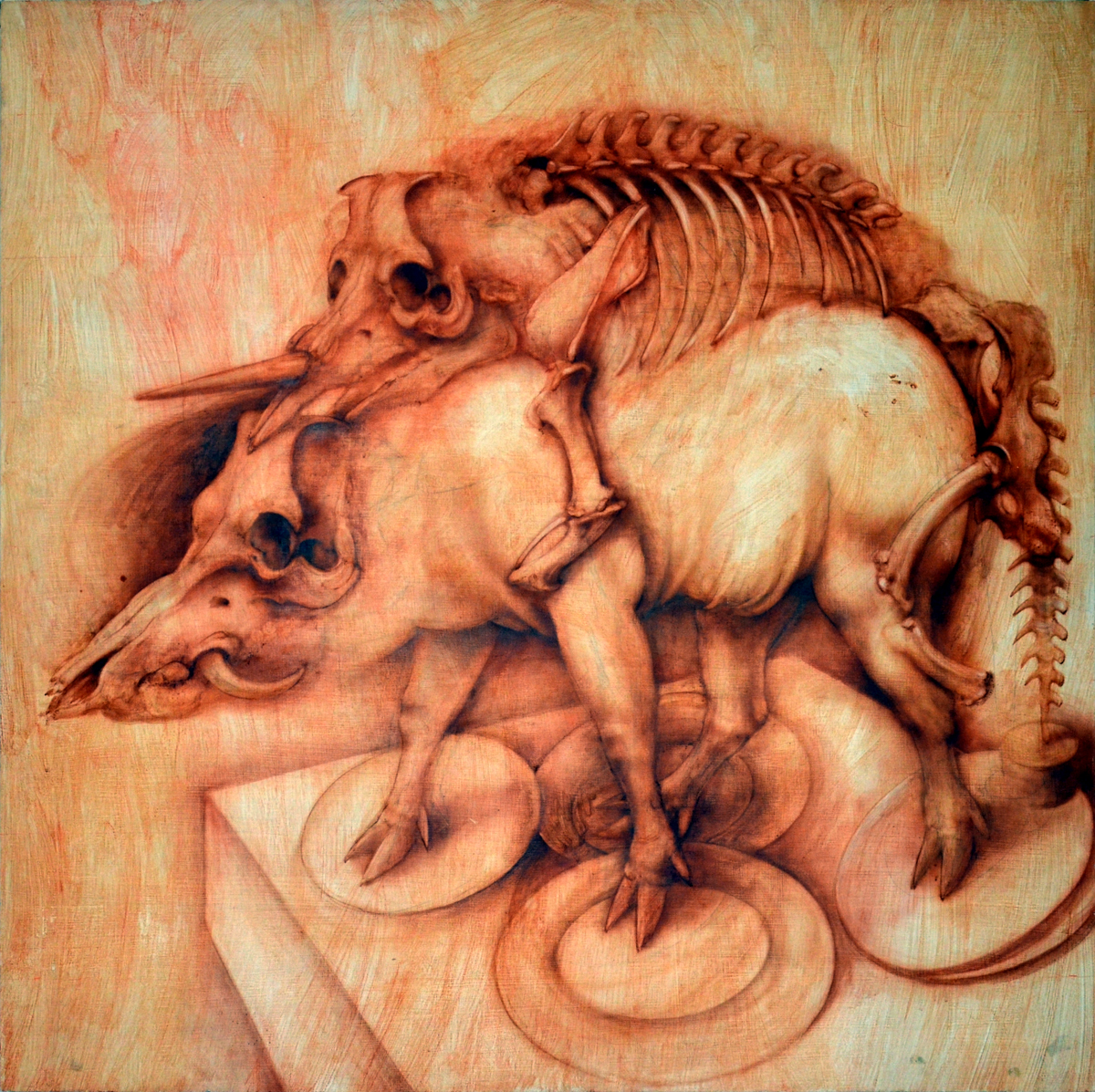
Bez názvu XI, nedatováno, americká retuš, 119 × 120 cm
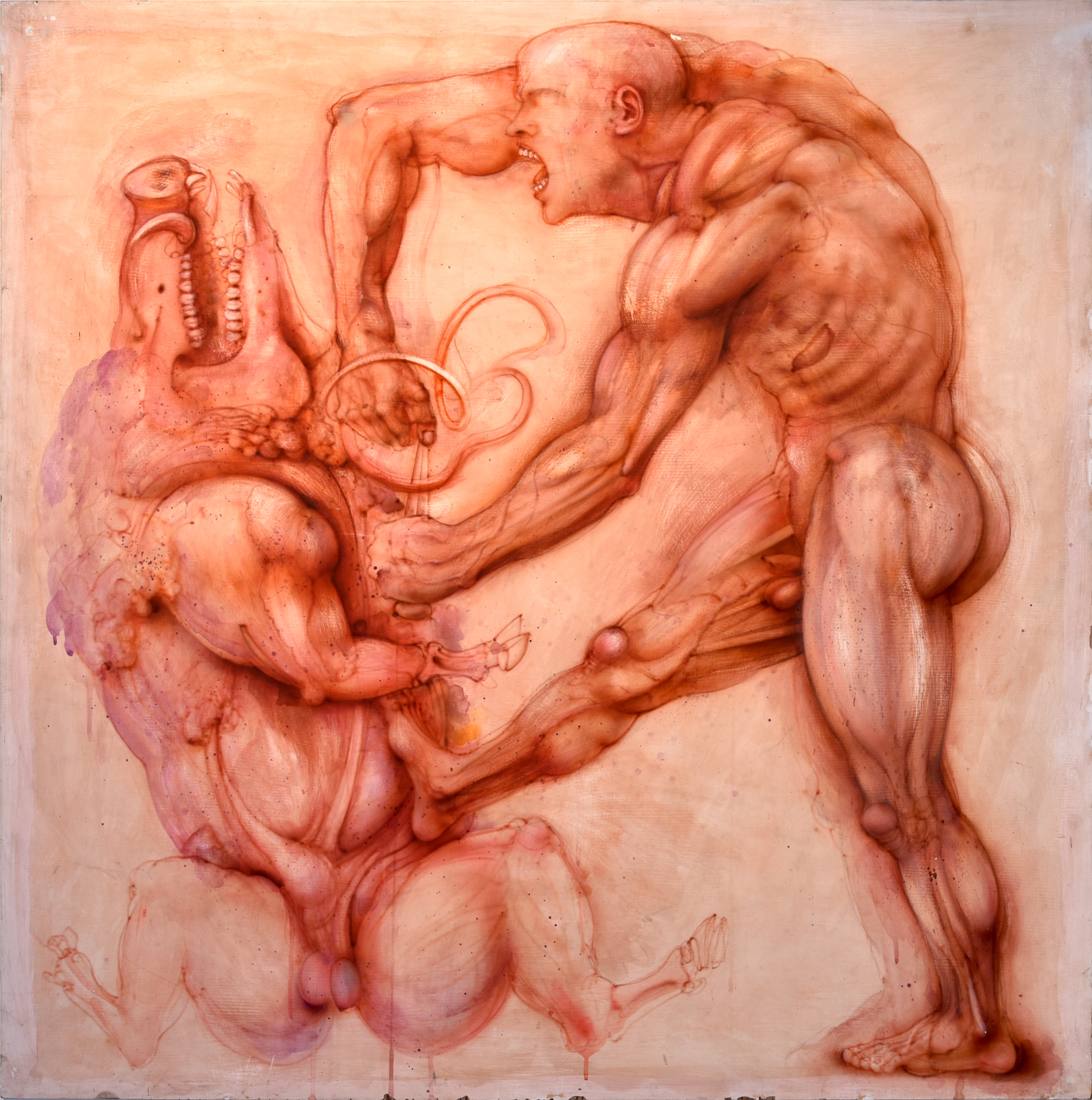
Bez názvu, airbrush (kolem 1995)
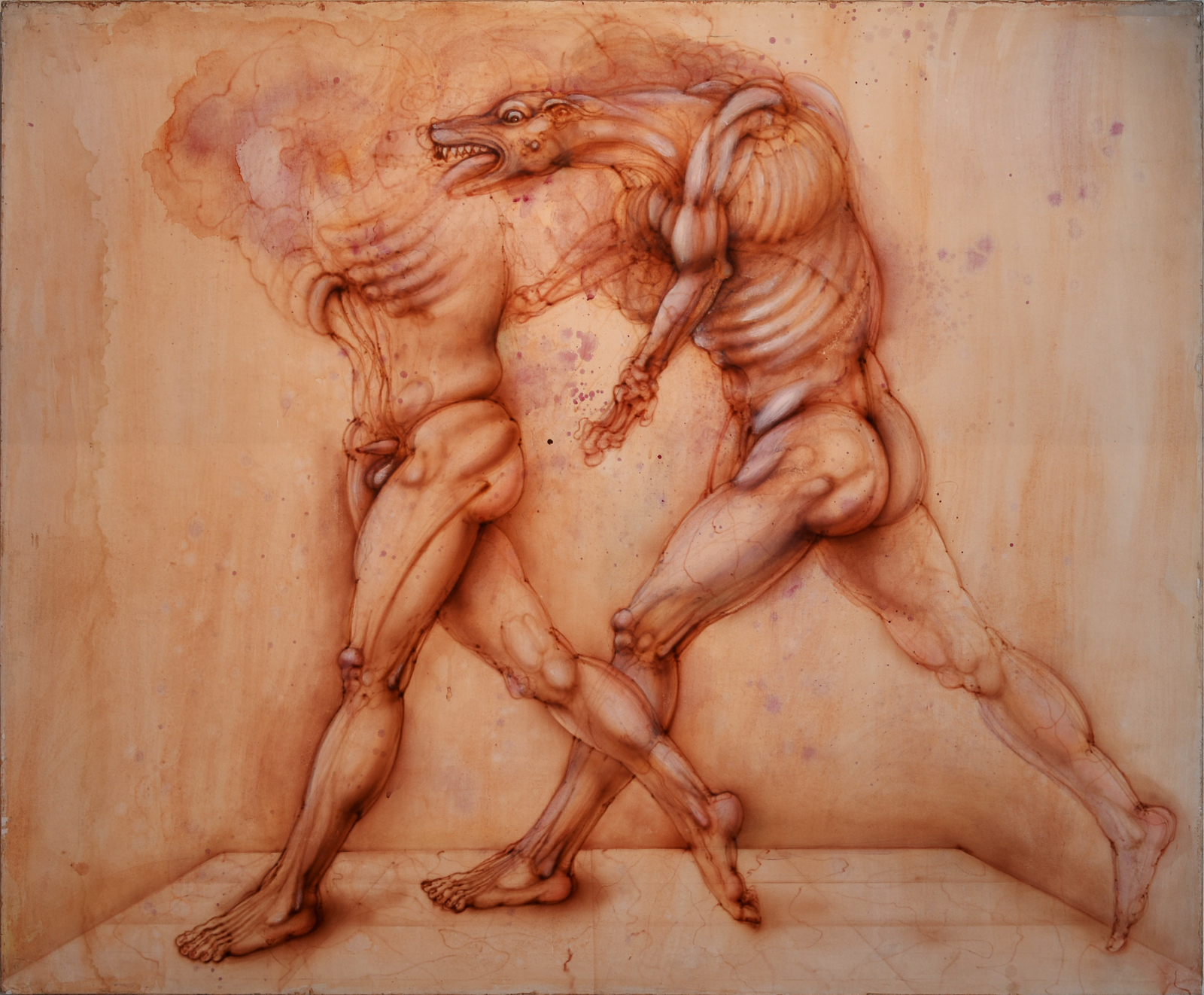
Bez názvu, airbrush (kolem 1995)
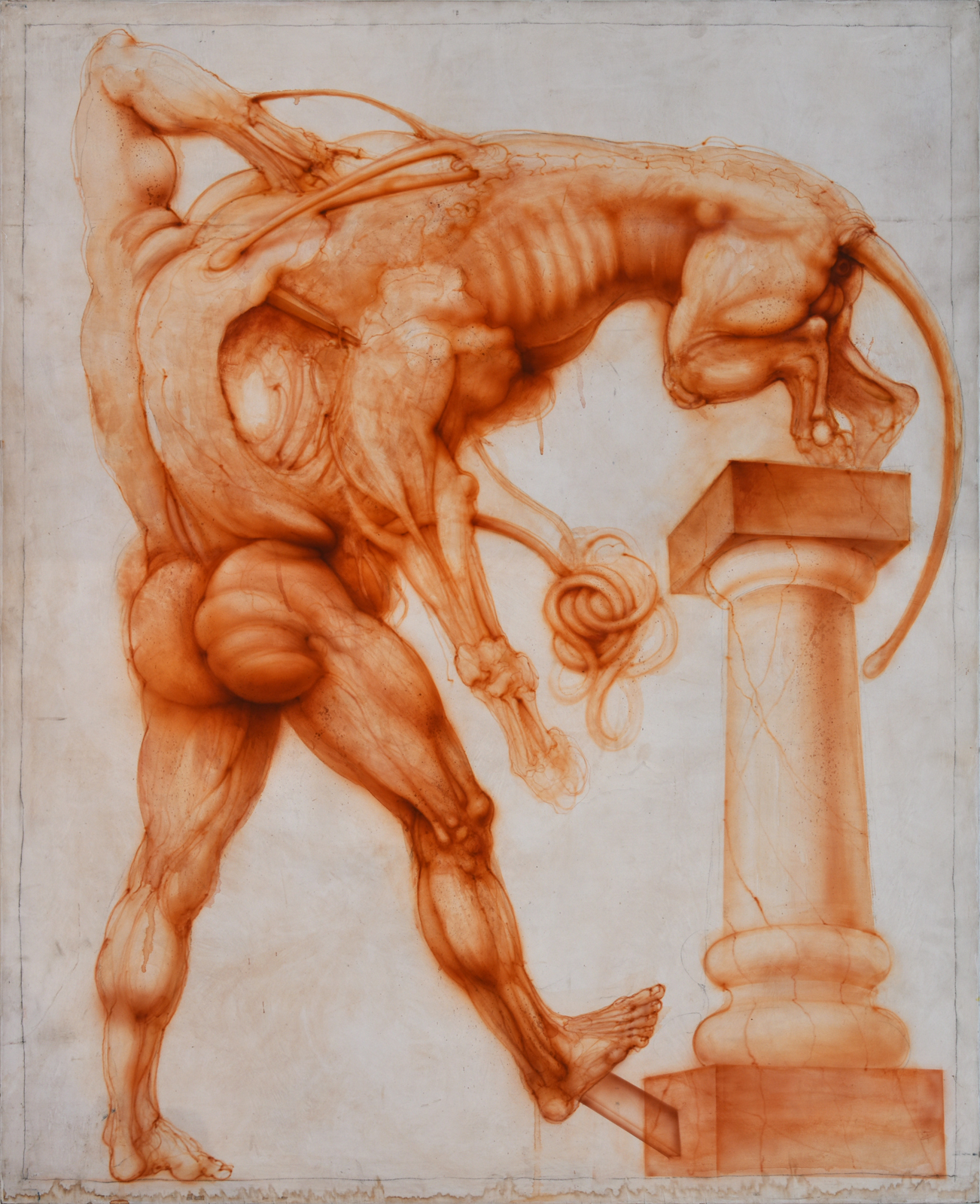
Bez názvu, airbrush (kolem 1995)

### Realizace
Peter Oriešek je autorem několika figurálních soch ve veřejném prostoru a také významných pamětních desek. Deska s heslem „Kdy – když ne teď?, Kdo – když ne my?“, 17. 11. 1989 byla odhalena 16. listopadu 2006 na Albertově, odkud 17. listopadu 1989 vyšel průvod studentů, který byl počátkem Sametové revoluce. Na domě, kde bydlela disidentská rodina Bendů, je instalována Orieškova deska s bustou Václava Bendy.
- Keramická mozaika na zadní fasádě Staroměstské radnice (Jindra Viková, Peter Oriešek, 1975)
- Matka s dítětem (1982), umělý kámen, Praha-Strašnice
- Fotograf a model (1995), Praha, ÚVN, Praha
- Dívka s klecí (1989), bronz, Fontána v parku nemocnice Na Homolce, 1991[27]
- Busta Václava Bendy, Karlovo náměstí v Praze

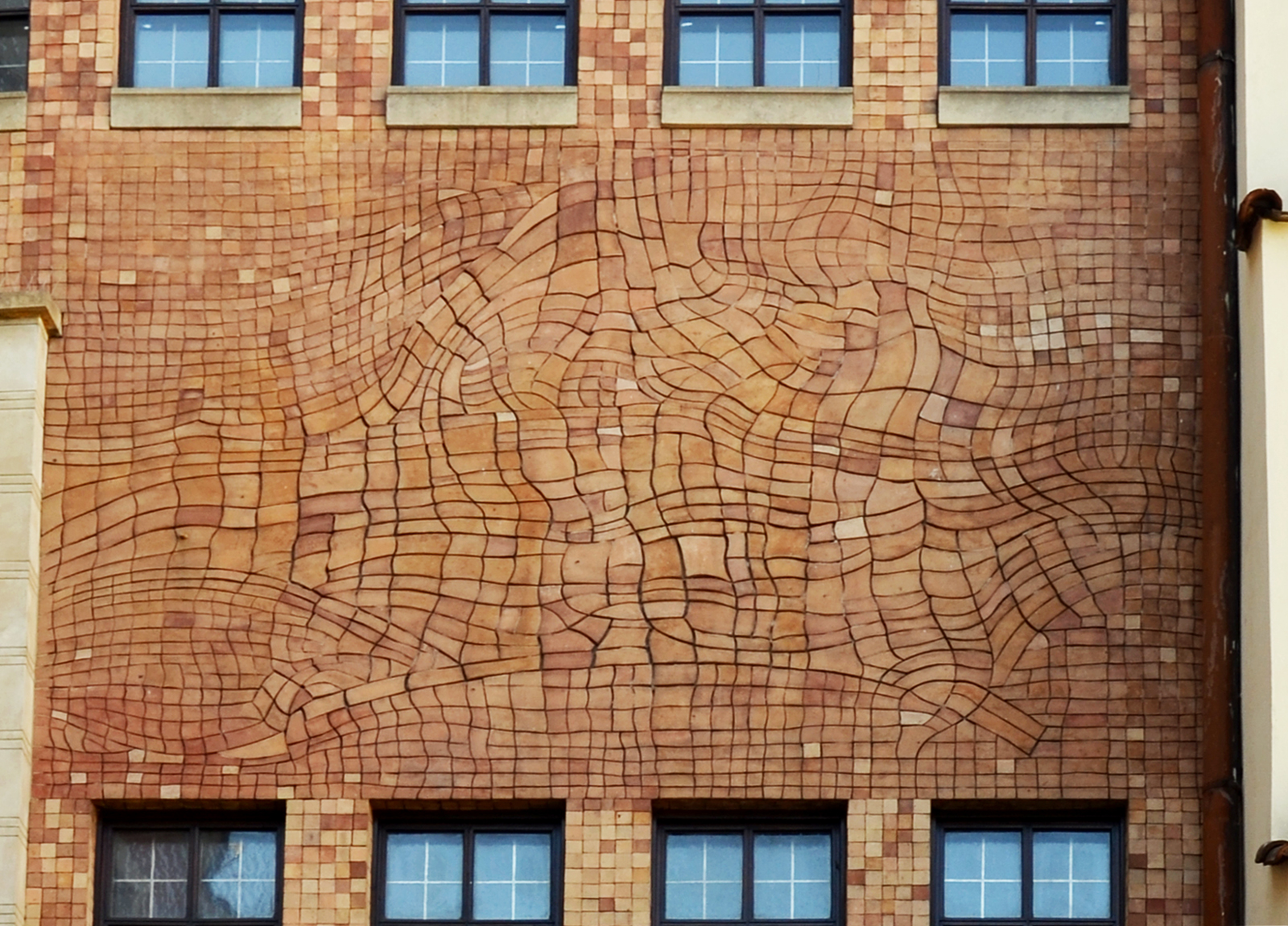
Peter Oriešek, Jindra Viková, keramický obraz, 1975, Staroměstská radnice v Praze
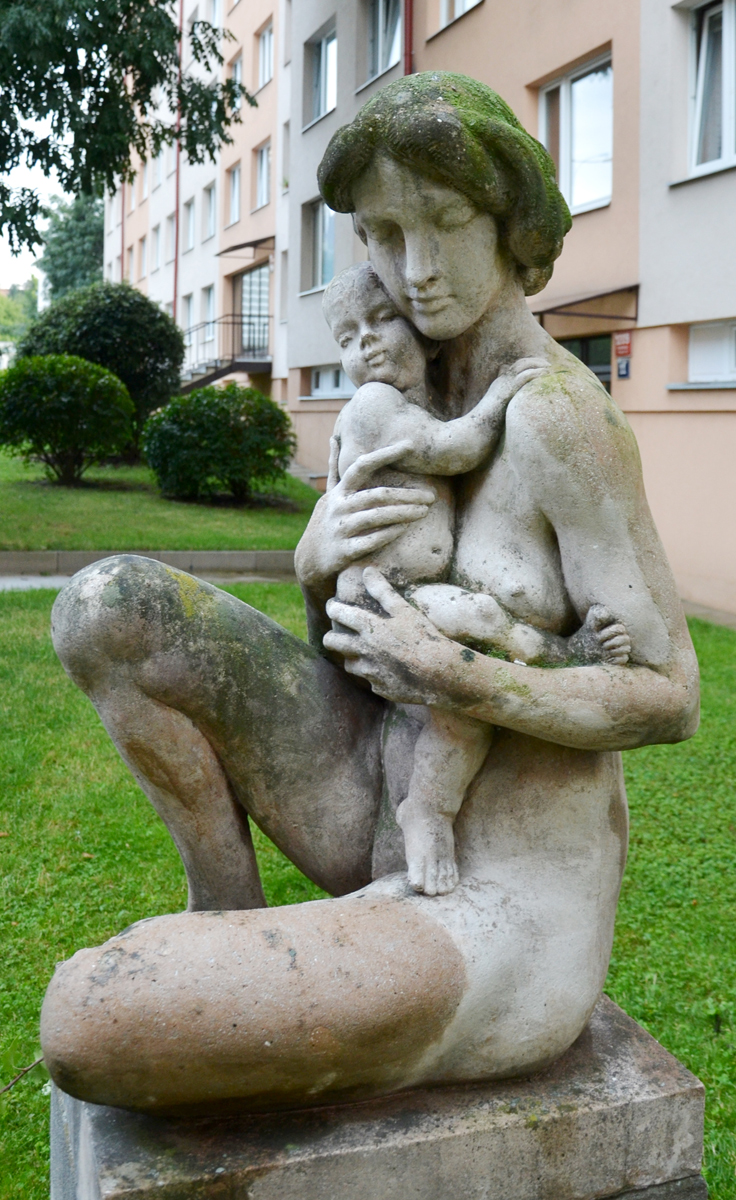
Matka s dítětem, 1982, umělý kámen, Praha, Strašnice
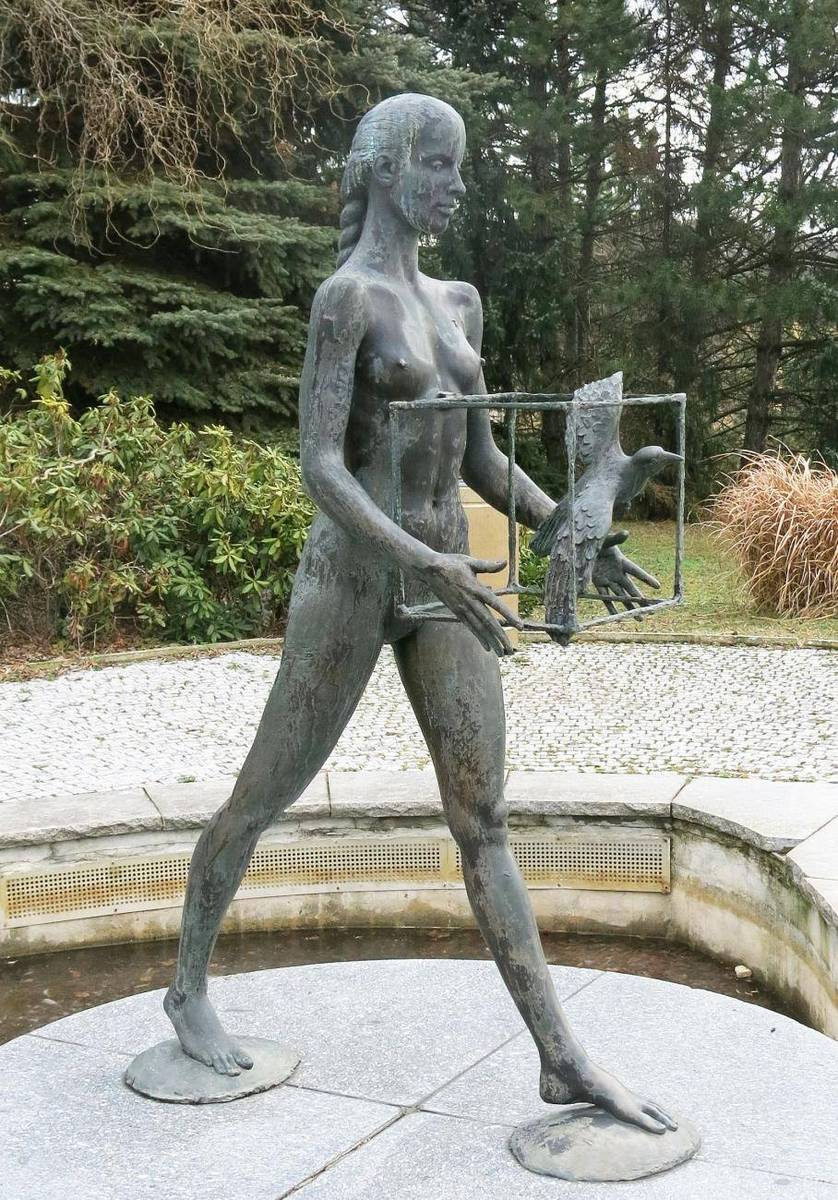
Socha dívky s klecí (1989), park za kongresovým centrem nemocnice Na Homolce
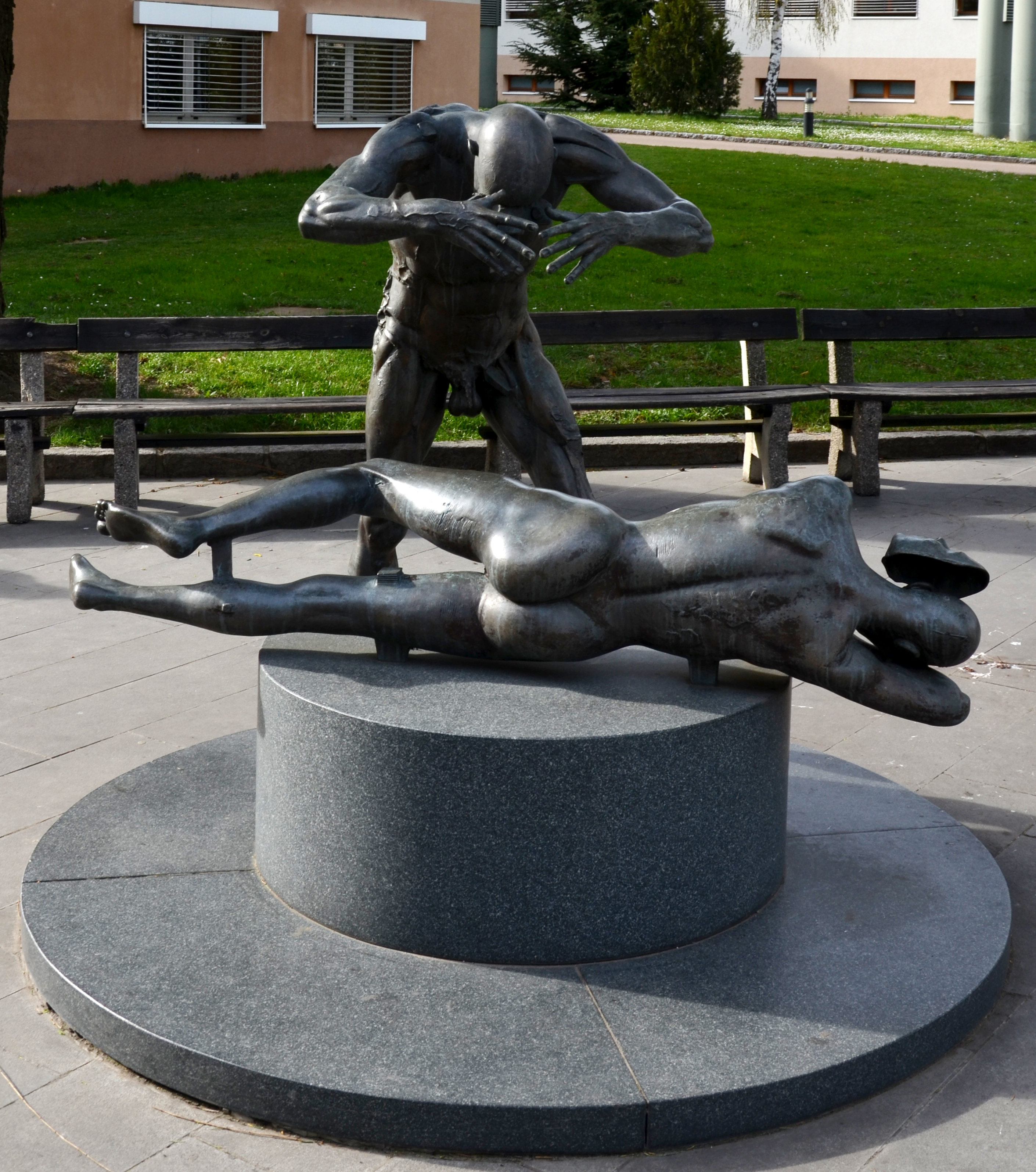
Fotograf a model, 1995, bronz, ÚVN Praha
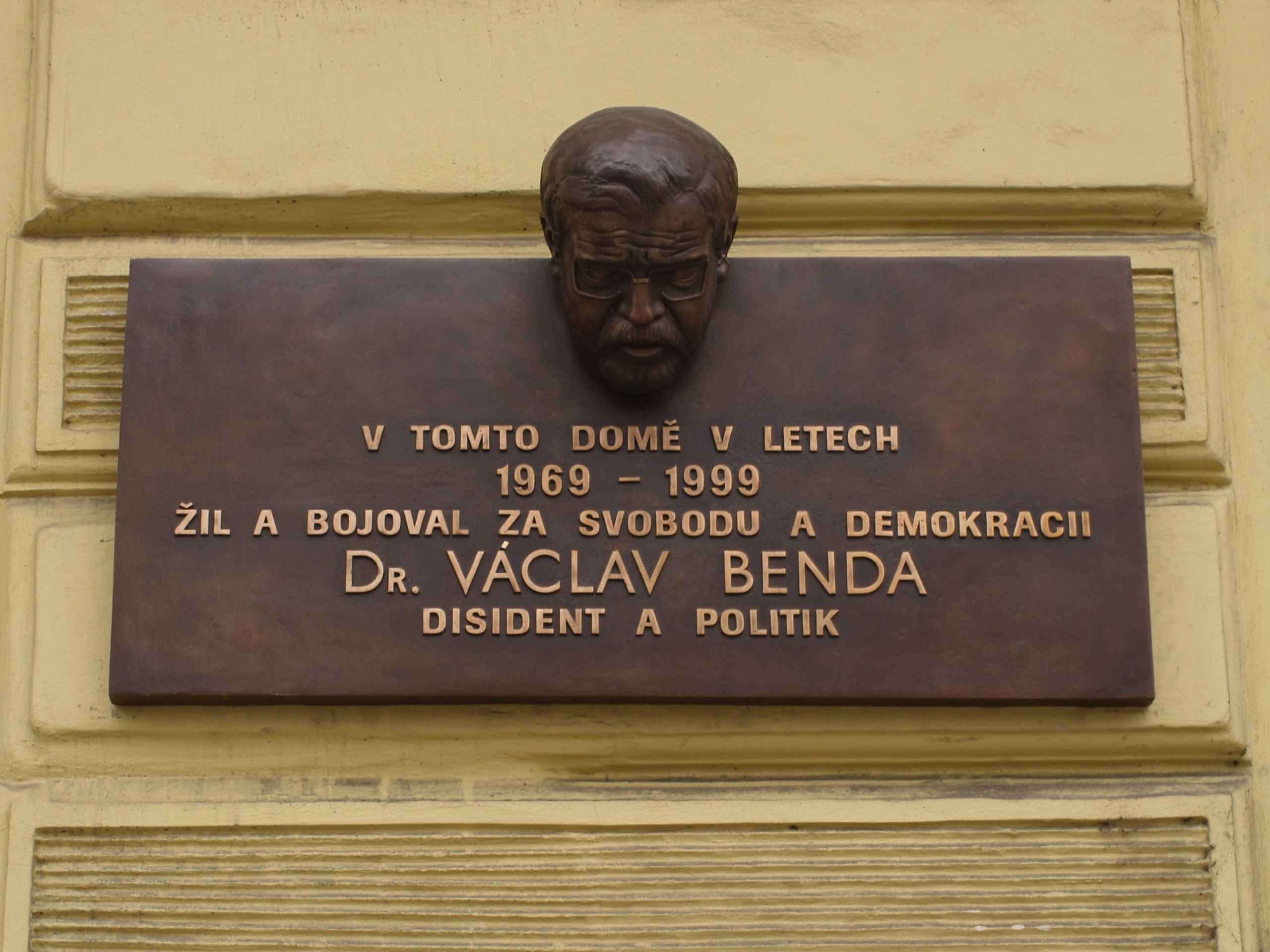
Václav Benda – pamětní deska

### Zastoupení ve sbírkách
- Národní galerie Praha
- Slovenská národní galerie Bratislava[28]
- Moravská galerie v Brně[18]
- Galerie Středočeského kraje (GASK), Kutná Hora
- Alšova jihočeská galerie Hluboká nad Vltavou[29]
- Galerie výtvarného umění v Chebu[30]
- Galerie Klatovy/Klenová[31]
- Muzeum umění Olomouc[32]
- Slovácké muzeum Uh. Hradiště

### Výstavy

#### Autorské
- 1969 Galerie mladých, Mánes, Praha (s Petrou Orieškovou)
- 1986 Dům kultury ROH, České Budějovice
- 1989 Grafický kabinet, Olomouc (s Petrou Orieškovou)
- 1991 České kulturní středisko, Bratislava
- 1992 Oblastná galéria Žilina
- 1993 Galerie U prstenu (s Oldřichem Kulhánkem)
- 1994 Peter Oriešek – Hřích a trest – kresby, Galerie Litera, Praha
- 1995 Galerie Lazarská, Praha, Univerzitní galerie, Plzeň
- 1996 Ostravská Univerzita, Galerie Student, Bratislava, České kulturní středisko, Praha,
- 1996 Peter Oriešek – Kresby, Galerie Litera, Praha
- 1997 Galerie Zámek, Český Krumlov
- 1998 Galerie Ateliér Kateřiny Dostálové, Olomouc
- 1998 Peter Oriešek, Krutost pravdy, Galerie u prstenu, Praha
- 1999 Peter Oriešek Kresby a plastiky, Ratres (Rakousko)
- 1999 Peter Oriešek – výběr z tvorby, Městské muzeum a galerie, Hranice
- 2001 Peter Oriešek – Kresby a plastiky, Galerie Navrátil, Praha
- 2009 Peter Oriešek, sochy, Jan Stoss, obrazy, Galerie Diamant, Praha
- 2014 Peter Oriešek – Kresby a plastiky, Galerie U lávky, Praha
- 2014 Peter Oriešek – Súkromná mytológia, Galéria M.A. Bazovského v Trenčíně[33]
- 2015 Peter Oriešek - sochy, kresby, Galerie Slováckého muzea, Uherské Hradiště[34]
- 2020/2021 Soma sema (Peter Oriešek, Kryštof Hošek), Museum Kampa, Praha

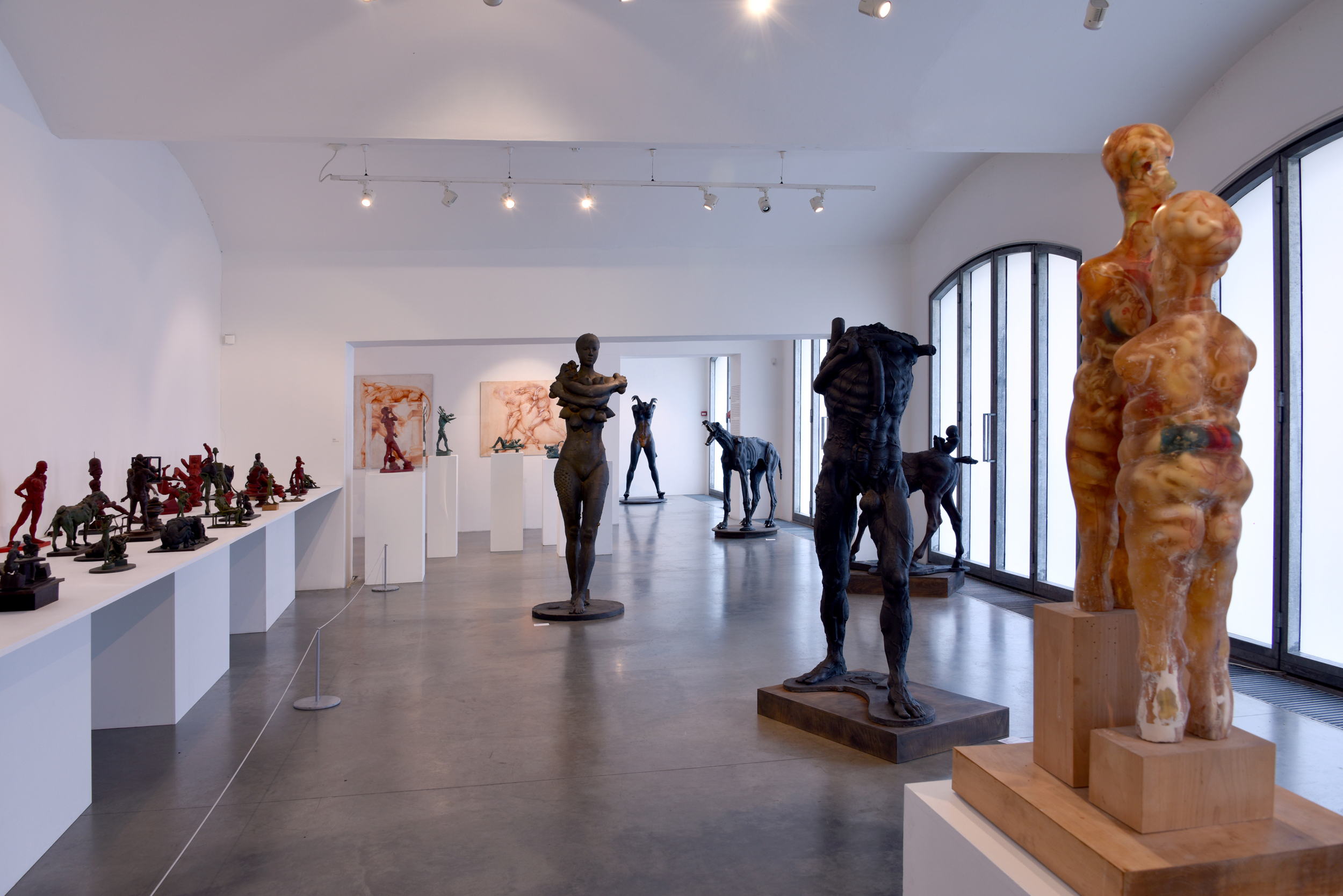
Peter Oriešek, pohled do expozice I (Museum Kampa 2021)
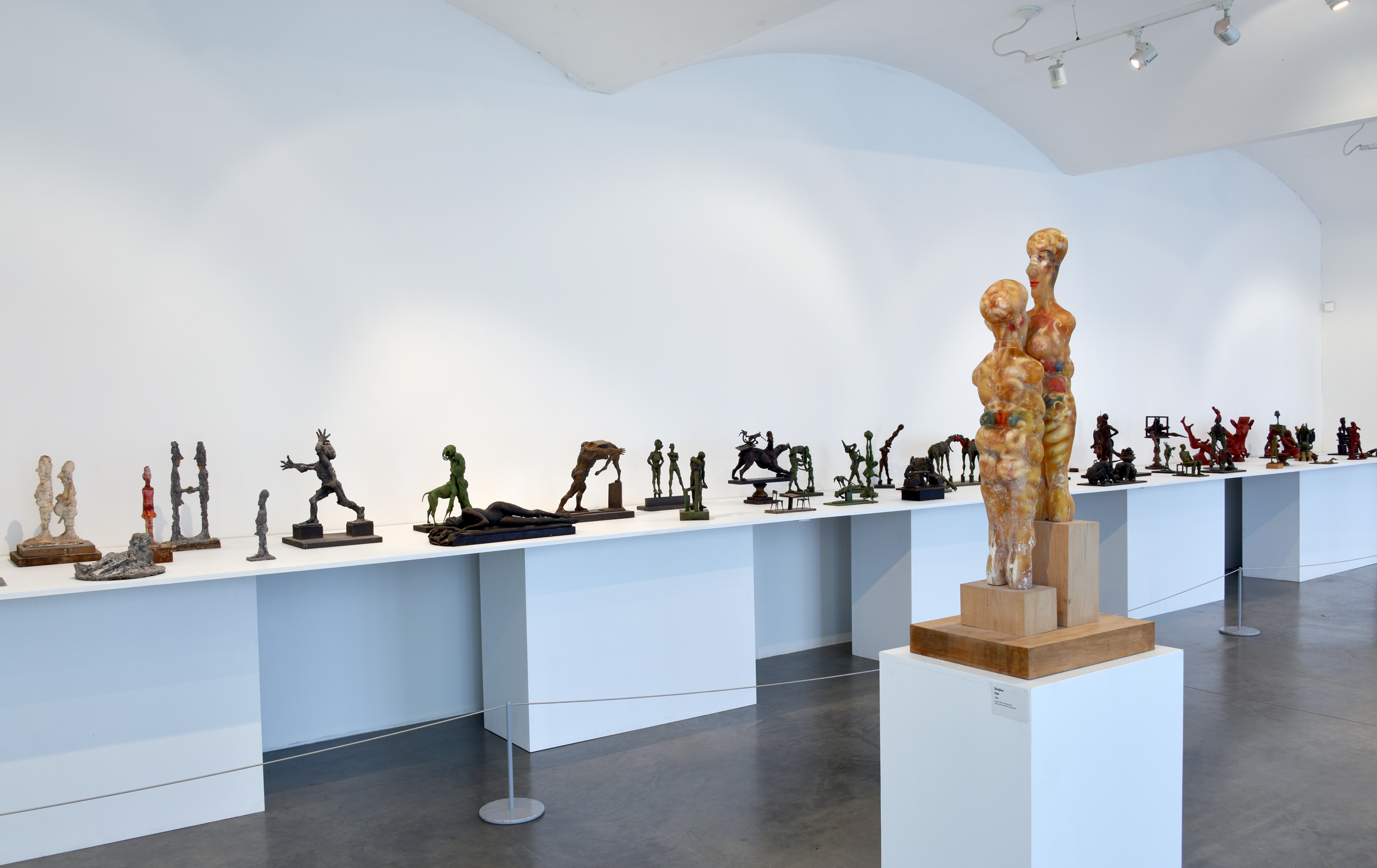
Peter Oriešek, pohled do expozice II (Museum Kampa 2021)
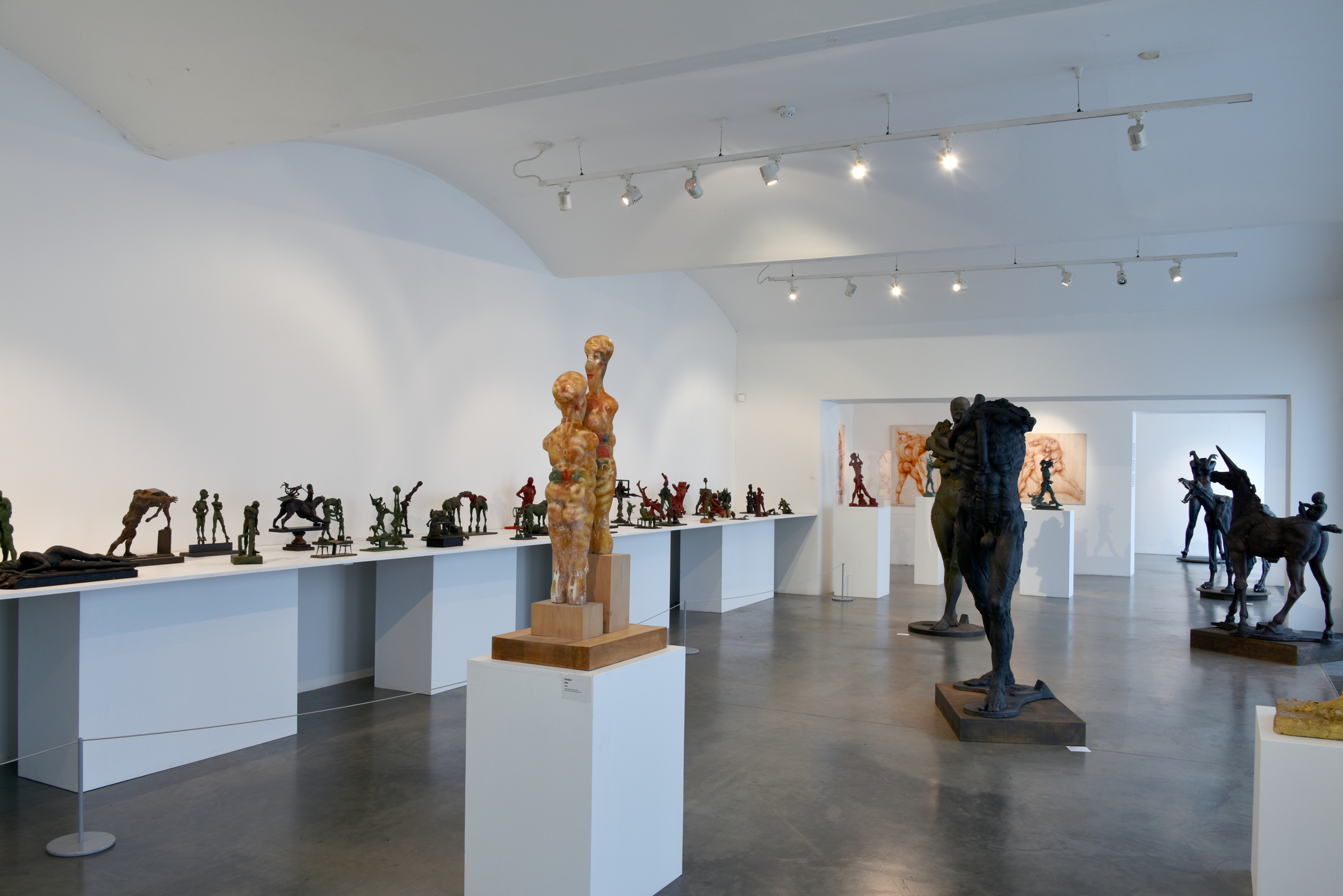
Peter Oriešek, pohled do expozice III (Museum Kampa 2021)
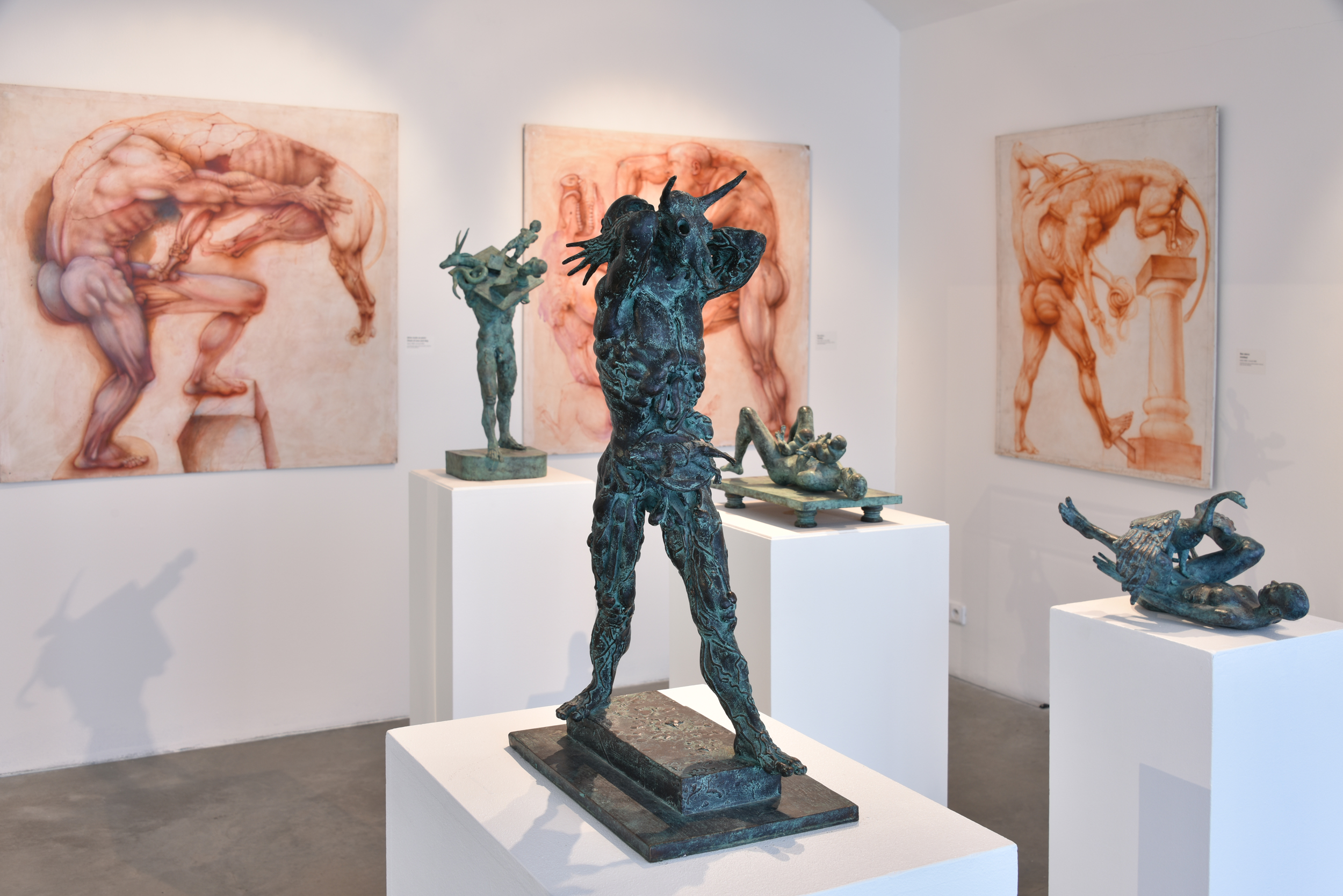
Peter Oriešek, pohled do expozice IV (Museum Kampa 2021)
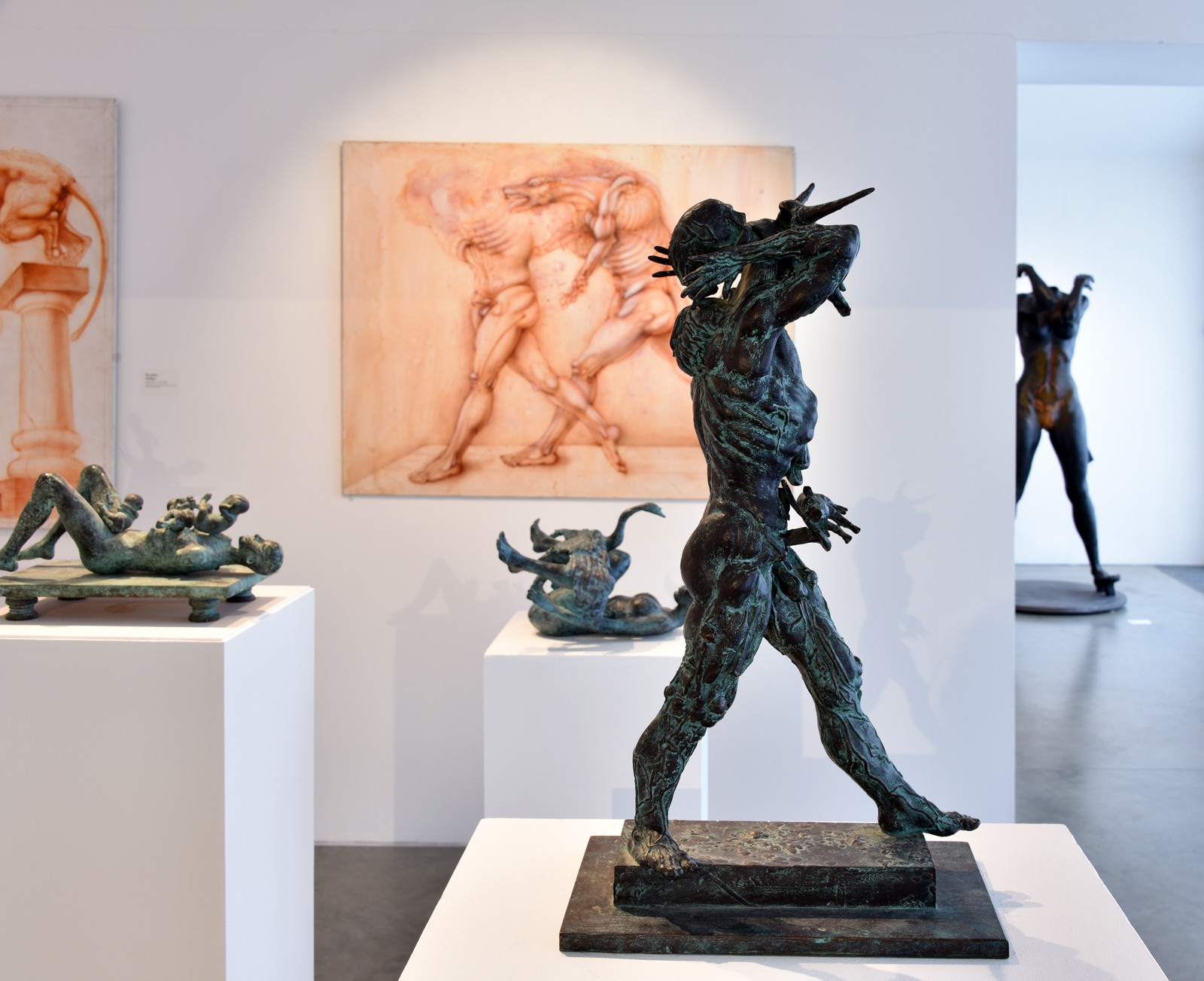
Peter Oriešek, pohled do expozice V (Museum Kampa 2021)

#### Kolektivní (výběr)
- 1969 Výstava mladých '69, Výstavní síň ÚLUV, Praha, Nová figurace, Mánes, Praha, 2. pražský salón (obrazů, soch a grafik), Dům U Hybernů, Praha, Artisti di Praga, Galerie Schwarz, Milano, Die Künstler aus Prag, Galerie H. Leibich, Dachau
- 1970 Nová figurace, Dům umění Brno, Sodobna češkoslovaška umetnost, Ljubljana, Piran, Zagreb
- 1971 České umění 20. století, Alšova jihočeská galerie Hluboká nad Vltavou
- 1972/73 Výstava mladých 72, Galerie Fronta, Praha, Česká medaile, Paříž
- 1975 Česká medaile, Nová síň Praha, FIDEM, Helsinki
- 1976 	Soudobá česká plastika, medaile a sochařská kresba, ze sbírek Galerie výtvarného umění v Olomouci
- 1977 14. biennale Antwerpy, Mezinárodní sochařské bienále Middelheim, FIDEM Kraków
- 1979 České umění 1945–1975, Alšova jihočeská galerie v Hluboké nad Vltavou
- 1981	České malířství a sochařství 1900–1980, Alšova jihočeská galerie v Hluboké nad Vltavou
- 1986 Výzva 1986, Dům umění, Brno
- 1987 	Obrazy a sochy. Výstava pražských členů SČVU, Mánes, Praha
- 1987 	Současná česká medaile a plaketa, Mánes, Praha, Berlín
- 1988 12/15, Jeden starší, jeden mladší, KD Vysočany, Praha
- 1989	Z nových zisků Národní galerie v Praze (1987–1988), Národní galerie v Praze
- 1989 České sochařství 1948/1988, Oblastní galerie umění, KVM Olomouc
- 1990 	Volné sdružení Tolerance, Galerie Československý spisovatel, Praha
- 1990 Dialog '90 Paris-Praha
- 1991 	Lipany poprvé: Kresby, grafika, drobná plastika, Galerie Fronta, Praha
- 1991	Proti zdi, Galerie Fronta, Praha
- 1992 Barok a dnešek (pocta Octavianu Broggiovi), Litoměřice
- 1993 	Skutečnost a iluze, Zámek Hluboká nad Vltavou,
- 1993/94 Nová figurace, Severočeská galerie výtvarného umění v Litoměřicích, Východočeská galerie v Pardubicích, Moravská galerie v Brně, Dům umění v Opavě, Oblastní galerie Vysočiny v Jihlavě,
- 1996 	Česká medaile 1987/1996, Pražský hrad, Starý královský palác
- 1996/97 Umění zastaveného času / Art when time stood still, Česká výtvarná scéna 1969–1985, Praha, Brno, Cheb
- 1998 	Podoby fantaskna v českém výtvarném umění 20. století, Alšova jihočeská galerie v Hluboké nad Vltavou
- 1999/2000 Umění zrychleného času. Česká výtvarná scéna 1958–1968, Praha, Cheb
- 2002/2004 Současný akvarel / Contemporary watercolour painting, Galerie Navrátil, Praha, Galerie Caesar, Olomouc, České Budějovice, Oblastní galerie v Liberci, Brno
- 2004 	La boîte en valise - oder Die Neue Welt liegt mitten in Europa, Kunstverein, Weiden, Galerie AVU, Praha, Akademie der Bildenden Künste, Norimberk
- 2006 	Šedesátá / The sixties ze sbírky Galerie Zlatá husa v Praze, Galerie umění Karlovy Vary
- 2009	Figurama 09, Univerzita Tomáše Bati ve Zlíně, Centrum Kultury Zamek, Poznaň, Zlatý dům evropské kultury, České Budějovice, Berlaymont building, Brussels, Staroměstská radnice, Praha
- 2009 	Spolek výtvarných umělců Mánes (1887–2009) / Verein Bildender Künstler Manes (1887–2009), Galerie Palais am Festungsgraben, Berlin
- 2011 Jubilanti Mánesa, Galerie Diamant, Praha
- 2012/2013 Od Tiziana po Warhola: Muzeum umění Olomouc 1951–2011

### Autorské katalogy
- Peter Oriešek, Petra Oriešková, Galerie mladých (U Řečických), Praha 1969
- Peter Oriešek: Kresby, Dům kultury ROH, České Budějovice, AJG Hluboká nad Vltavou (H. Rulíšek) 1986
- Petra Oriešková, Peter Oriešek, kresby, plastiky, text Simeona Hošková, Grafický kabinet Olomouc 1989
- Petra Oriešková: obrazy, Peter Oriešek: plastiky, text I. Neumann, Bratislava, Povážska Galéria, Žilina 1991
- Peter Oriešek: Kresby, Galerie Litera, text I. Neumann, Praha 1992
- Peter Oriešek: Hřích a trest, Galerie Litera, Praha 1994
- Peter Oriešek: Krutost pravdy, text Vlastimil Tetiva, Nadace Věry Procházkové, Strakonice 1998
- Peter Oriešek: Zdrcující věcnost / Crushing matter-of-factness, text by Ivan Neumann, Municipal Museum and Gallery, Hranice 1999
- Soma Sema (Peter Oriešek, Kryštof Hošek), text Ivan Neumann, 88 p., Museum Kampa – Foundation of Jan and Meda Mládek, Prague 2021, ISBN 978-80-270-9706-7

### Souborné publikace (výběr)
- Holub Karel, Mladí čeští sochaři, Odeon Praha, 1978
- Konečný Dušan, Umění a doba, Odeon Praha, 1980
- Hošková Vomočilová Simeona, Mladá kresba, Odeon Praha, 1984
- Jiří Kotalík, Volné sdružení "Tolerance", Art Jan Bernat, 1989
- Jiří Sozanský, Proti zdi, s podporou Galerie Litera, Praha 1991
- Barok a dnešek, Symposion 1994
- Podoby fantaskna v českém výtvarném umění 20. století, 1998, Tetiva Vlastimil, kat. 94 s., Alšova jihočeská galerie v Hluboké nad Vltavou
- Akademie výtvarných umění v Praze / Academy of Fine Arts in Prague, almanach 70 s., nakl. KANT, Praha 2004
- České umění XX. století: 1970–2007, 2007, Tetiva Vlastimil, kat. 326 s., Alšova jihočeská galerie v Hluboké nad Vltavou, ISBN 978-80-86952-42-0
- Figurama 09, Hološka Ľ a kol., 2009, kat. 528 s., Typos, tiskařské závody, a.s., Plzeň, ISBN 80-903346-6-0

### Encyklopedie
- Kdo je kdo Česká republika, Federální orgány ČSFR 91/92 (II. díl N–Ž) 1991, ISBN 80-901103-0-4
- Horová A (ed.), Nová encyklopedie českého výtvarného umění N–Ž, Academia, Praha 1995, ISBN 80-200-0522-6
- Slovník českých a slovenských výtvarných umělců 1950–2002, X. Nov – Pat, Výtvarné centrum Chagall, Ostrava 2002
- Polana Bregantová, Rostislav Švácha, Marie Platovská, (eds.), Dějiny českého výtvarného umění VI/I (1958–2000), 526 s., Academia, Praha 2007, ISBN 978-80-200-1487-0